# Liste de personnalités d'origine roumaine

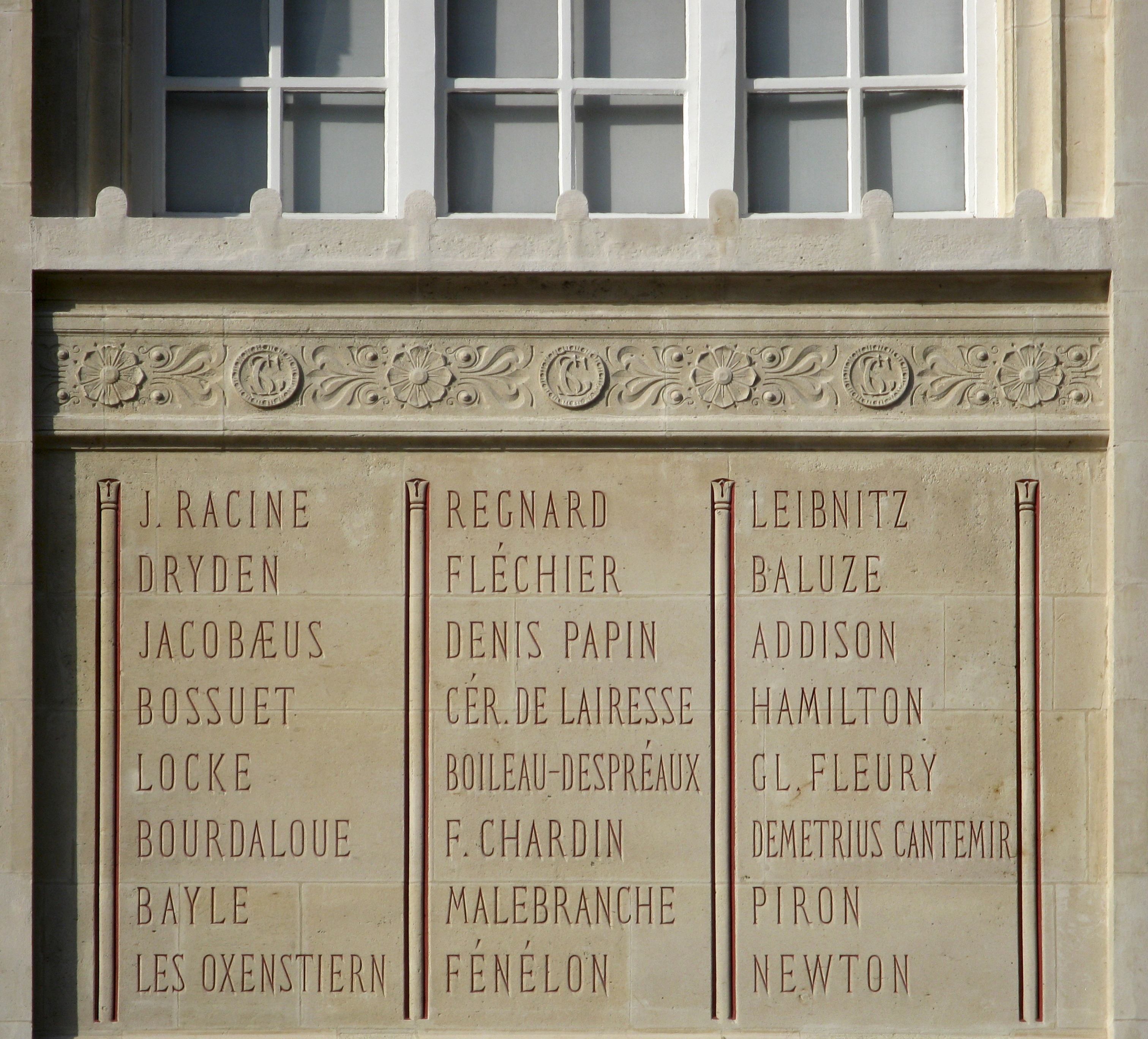
Le nom de Dimitrie Cantemir sur la façade de la Bibliothèque Sainte-Geneviève à Paris (colonne de droite).

Cette liste présente une énumération non exhaustive de personnalités de langue maternelle et d'expression roumaine, pour la plupart nées et élevées dans les actuelles Roumanie et Moldavie, mais s'étant parfois aussi exprimées en d'autres langues ou possédant, dans la diaspora, une autre nationalité ou une double-nationalité, résultant de l'exode des élites vers l'Europe de l'Ouest ou l'Amérique du Nord de 1940 à 1989, durant les dictatures fasciste puis communiste. De ce fait, la culture roumaine, mal connue comme telle, s'est surtout manifestée à travers des personnages internationalement connus, mais pas en tant que roumains. 
À titre d'exemple, dans de nombreuses sources autres que roumaines ou moldaves, l'explorateur antarctique Emile Racovitza figure comme "belge" comme le navire à bord duquel il embarqua, le poète Paul Celan figure comme "autrichien" parce qu'il écrivit en allemand, l'ingénieur Henri Coanda comme "britannique" parce qu'il travailla en Angleterre, le mathématicien et économiste Nicolae Georgescu comme "américain" parce qu'il enseigna aux États-Unis et les lettrés Panaït Istrati, Eugène Ionesco ou Emil Cioran comme "français" parce qu'ils écrivirent en cette langue.

## Sciences et techniques
- Grigore Antipa, naturaliste, fondateur de la géonomie ;
- Ana Aslan, médecin ;
- Victor Babeș, biologiste, médecin, fondateur de la bactériologie ;
- Mihai Băcescu, océanographe et biologiste marin ;
- Denis Buican, généticien et historien des sciences ;
- Jean Cantacuzène, médecin microbiologiste, le « Pasteur roumain » ;
- Dimitrie Cantemir, historien et géographe ;
- Henri Coandă, ingénieur, inventeur du turboréacteur en 1911 ;
- Carol Davila, médecin et fondateur de la faculté de médecine ;
- John DeLorean, fondateur du DeLorean Motor Company ;
- Abraham Drucker, médecin français ;
- Nicolae Georgescu-Roegen, mathématicien et économiste ;
- Marcel Iancou, architecte ;
- Nicolae Iorga, historien ;
- Norman Manea, historien et romancier ;
- Alexandre Marinescu, biologiste marin et historien des sciences ;
- Ion Mincu, architecte promoteur du style architectural roumain connu sous le nom de néo-Brâncovan ;
- George Emil Palade, Prix Nobel de médecine en 1974;
- Vasile Pârvan, archéologue ;
- Nicolae Paulescu, médecin et physiologiste ;
- Petrache Poenaru, inventeur du stylo-plume ;
- Emil Racoviță (Emile Racovitza), explorateur polaire et océanographe, fondateur de la bio-spéléologie ;
- Toma T. Socolescu, professeur, architecte, maître de l'architecture néo-Brâncovane ;
- Maurice Solovine, mathématicien et philosophe ;
- Georges Stefanesco, physicien et chimiste ;
- Aurel Vlaicu, ingénieur, pionnier de l'aviation ;
- Traian Vuia, ingénieur, pionnier de l'aviation et résistant pendant la seconde guerre mondiale.

## Arts plastiques, lettres, musique classique, opéra
- Florența Albu, poétesse
- Vasile Alecsandri, poète et écrivain ;
- Lucian Blaga, écrivain et philosophe ;
- Constantin Brâncuși, sculpteur ;
- Théodore Brauner, photographe ;
- Victor Brauner, peintre ;
- Marthe Bibesco, écrivain ;
- Costin Cazaban, compositeur ;
- Paul Celan, écrivain et poète d'expression allemande ;
- Sergiu Celibidache, chef d'orchestre et musicologue ;
- Emil Cioran, écrivain et philosophe d'expression française ;
- Ioan Mihai Cochinescu, écrivain ;
- Aurel Cojan, peintre ;
- Vladimir Cosma, compositeur et chef d'orchestre ;
- Ion Creangă, écrivain, conteur populaire ;
- Horia Damian, artiste-peintre moderne ;
- Alexandru Dragomir, philosophe ;
- Petru Dumitriu, écrivain ;
- Mircea Eliade, écrivain, essayiste et historien des religions ;
- George Enescu, compositeur, violoniste, chef d'orchestre et pianiste ;
- Virgil Gheorghiu, écrivain d'expression française ;
- Paul Goma, écrivain, polémiste ;
- Angela Gheorghiu, chanteuse lyrique soprano;
- Nicolae Grigorescu, peintre impressionniste ;
- Mihai Eminescu, « poète emblématique » des roumanophones ;
- Eugène Ionesco, dramaturge ;
- Isidore Isou, poète, peintre et cinéaste fondateur du mouvement Lettriste
- Panait Istrati, écrivain d'expression française ;
- Marcel Janco, peintre et architecte dadaïste ;
- Dinu Lipatti, pianiste ;
- Radu Lupu, pianiste et concertiste ;
- Norman Manea, écrivain et historien ;
- Radu Negrescu-Suţu, écrivain ;
- Anna de Noailles (née Brâncovan), poétesse ;
- Alexandre Paléologue, écrivain ;
- Theodor Pallady, le « Matisse roumain » ;
- Ion Pârvulescu, écrivain et journaliste ;
- Horia-Roman Patapievici, écrivain et philosophe ;
- Bogdan Petriceicu-Hașdeu, écrivain et démocrate engagé ;
- Ciprian Porumbescu, compositeur ;
- Hélène Vacaresco, écrivain ;
- Ion Heliade Rădulescu, écrivain, éducateur, éditeur ;
- Mihail Sebastian, écrivain ;
- Dan Stanca, écrivain ;
- Tristan Tzara, à l'origine du dadaïsme ;
- Grigore Ureche, historien, lettré médiéval ;
- Elie Wiesel, Prix Nobel de la paix en 1986.
- Senes-Grigorie Florentina, écrivain et peintre https://www.lepetitjournal.net/82-tarn-et-garonne/2021/05/24/florentina-senes-grigorie-portrait-dune-artiste-et-ecrivain/#gsc.tab=0

## Théâtre, cinéma, photo, chanson
- Théodore Brauner, photographe ;
- Ion Luca Caragiale, dramaturge, écrivain, le « Courteline roumain » ;
- Nae Caranfil, cinéaste ;
- Henry Chapier, journaliste, animateur d'émissions de télévision ;
- Alice Cocéa, actrice ;
- Aurora Cornu, traductrice et actrice, ayant notamment joué dans Le genou de Claire avec Jean-Claude Brialy ;
- Mihai Crețu, compositeur et producteur de musique connue pour ses hits avec Sandra et Enigma ;
- Michel Fagadau, metteur en scène de théâtre ;
- Jany Holt (Ekaterina Rouxandra Vladesco-Olt), actrice;
- Inna, chanteuse connue pour ses hits Hot et Amazing ;
- Eugen Ionescu, dramaturge d'expression française ;
- Isidore Isou, poète, peintre et cinéaste fondateur du mouvement Lettriste
- Cyprien Iov, blogueur, acteur, scénariste de films et bandes dessinées;
- Marin Karmitz, réalisateur
- Alexandra Maria Lara, actrice ;
- Emil Loteanu, réalisateur, devenu soviétique en 1952, auteur de « Șatra » et lauréat en 1972 du Festival international du film de Saint-Sébastien pour « Lăutarii » ;
- Medeea Marinescu, actrice ayant notamment joué dans Je vous trouve très beau avec Michel Blanc ;
- Anamaria Marinca, actrice ;
- Edward Maya, chanteur connu pour ses hits Stereo love et This is my life ;
- Radu Mihaileanu, réalisateur, lauréat de plusieurs Césars et du Prix du public du Festival du film de Sundance en 1999 ;
- Cătălin Mitulescu (en), cinéaste ;
- Maia Morgenstern, actrice notamment dans La Passion du Christ, de Mel Gibson ;
- Cristian Mungiu, réalisateur, Palme d'Or au festival de Cannes ;
- Jean Negulesco, réalisateur ;
- Călin Peter Netzer, réalisateur et lauréat de l'Ours d'Or lors du Festival de Berlin 2013 pour Mère et fils (Poziția copilului) ;
- Sergiu Nicolaescu, réalisateur ;
- Lucian Pintilie, réalisateur ;
- Elvire Popesco, actrice ;
- Corneliu Porumboiu, récompensé de la Caméra d'Or au festival de Cannes 2006 pour « 12 h 08 à l'est de Bucarest » ;
- Cristi Puiu, réalisateur, lauréat du prix Un Certain Regard au Festival de Cannes 2005 pour « La Mort de Dante Lazarescu » ;
- Alexandra Stan, chanteuse connue grâce à son tube Mr. Saxobeat ;
- Sebastian Stan, acteur ;
- Lucia Sturdza-Bulandra, actrice ;
- Maria Tănase, chanteuse lyrique, la « Piaf roumaine » ;
- Gheorghe Zamfir, flûtiste de Pan.

## Politique
- Alexandre le Bon, un souverain de Moldavie ;
- Nicolae Bălcescu, révolutionnaire de 1848 ;
- Constantin Brâncoveanu, fondateur d'hôpitaux, d'écoles et souverain de Valachie ;
- Michel le Brave, conquérant qui le premier réunit brièvement les trois principautés ;
- Mircea l'Ancien, souverain de Valachie et de Dobrogée ;
- Dimitrie Cantemir, souverain de Moldavie, historien et lettré ;
- Vlad III l'Empaleur, prince de Valachie ;
- Étienne III de Moldavie, voïvode de la Principauté de Moldavie de 1457 à 1504, figure historique de la Roumanie et de la République de Moldavie ;
- Spiru Haret, fondateur d'universités ;
- Ion Heliade Rădulescu, démocrate engagé ;
- Iancu de Hunedoara, excellent souverain de Transylvanie ;
- Avram Iancu, révolutionnaire de 1848 ;
- Nicolae Iorga, politique national-démocrate ;
- Mihail Kogălniceanu, historien et démocrate engagé ;
- Gheorghe Lazăr, fondateur d'universités ;
- Iuliu Maniu, démocrate engagé ;
- Constantin Mavrocordat, souverain en Moldavie et Valachie au XVIIIe siècle ayant promulgué les premières constitutions et aboli le servage ;
- Traian Popovici, juste entre les nations ;
- Tudor Vladimirescu, révolutionnaire de 1821.

## Sports
- Octavian Belu, ancien entraîneur de l'équipe nationale de gymnastique (a permis à la Roumanie de remporter 15 médailles d'or olympiques) ;
- Lucian Bute, boxeur professionnel et ancien champion du monde des Super-moyens de l'IBF ;
- Nadia Comăneci, gymnaste, favorite des Jeux olympiques d'été de 1976 à Montréal ;
- Gheorghe Hagi, joueur de football ;
- Simona Halep, joueuse de tennis ;
- Daniel Negreanu, joueur de poker et personnalité de la télévision américaine ;
- Roxana Mărăcineanu, nageuse ;
- Gheorghe Mureșan, joueur de basket-ball ;
- Ilie Năstase, joueur de tennis devenu homme d'affaires ;
- Ivan Patzaichin, champion de canoë-kayak ;
- Cédric Pioline, joueur de tennis de mère roumaine ;
- Cătălina Ponor, gymnaste ;
- Virginia Ruzici, joueuse de tennis, vainqueur de Grand chelem ;
- Ion Țiriac, tennisman devenu banquier.

## Quelques portraits

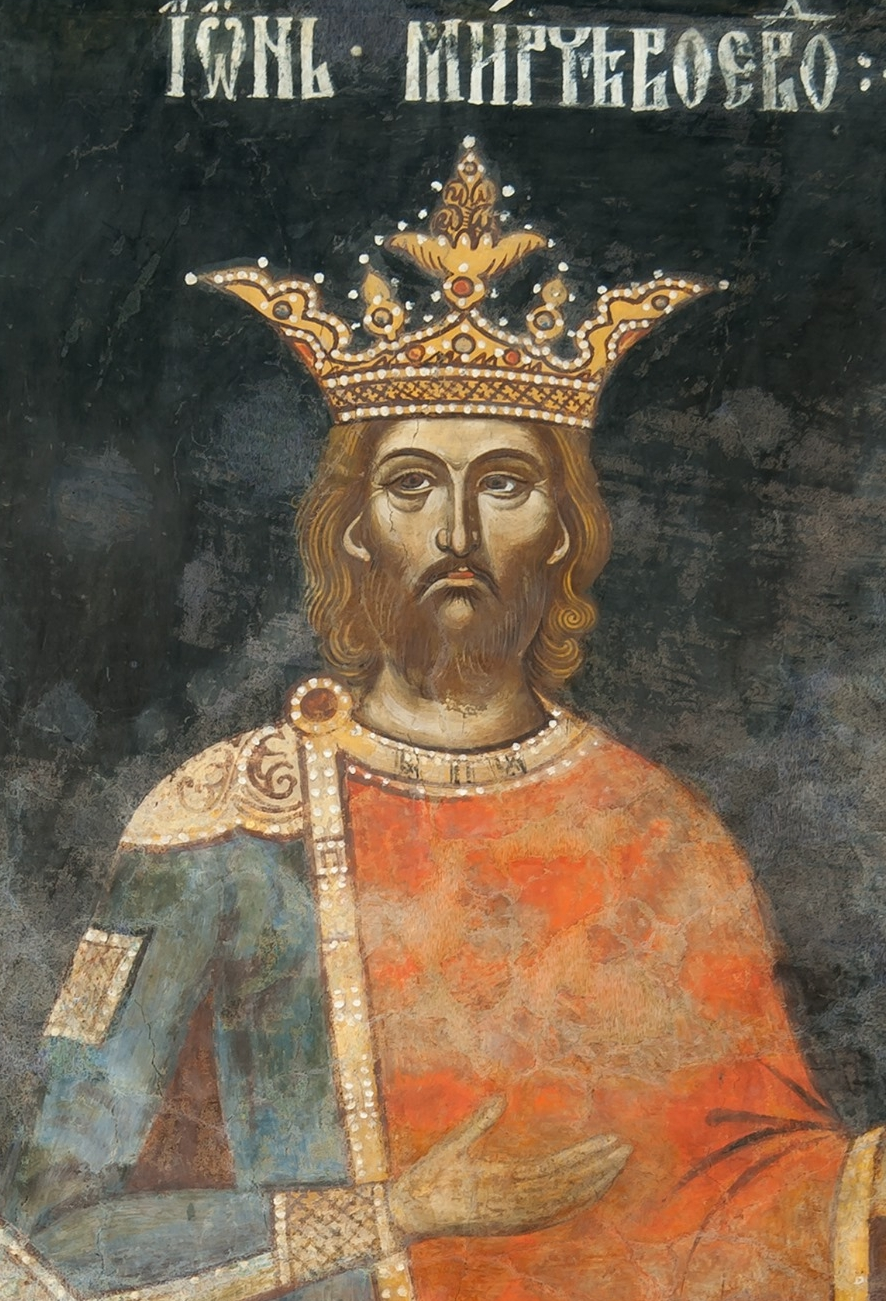
Mircea l'Ancien prince de Valachie
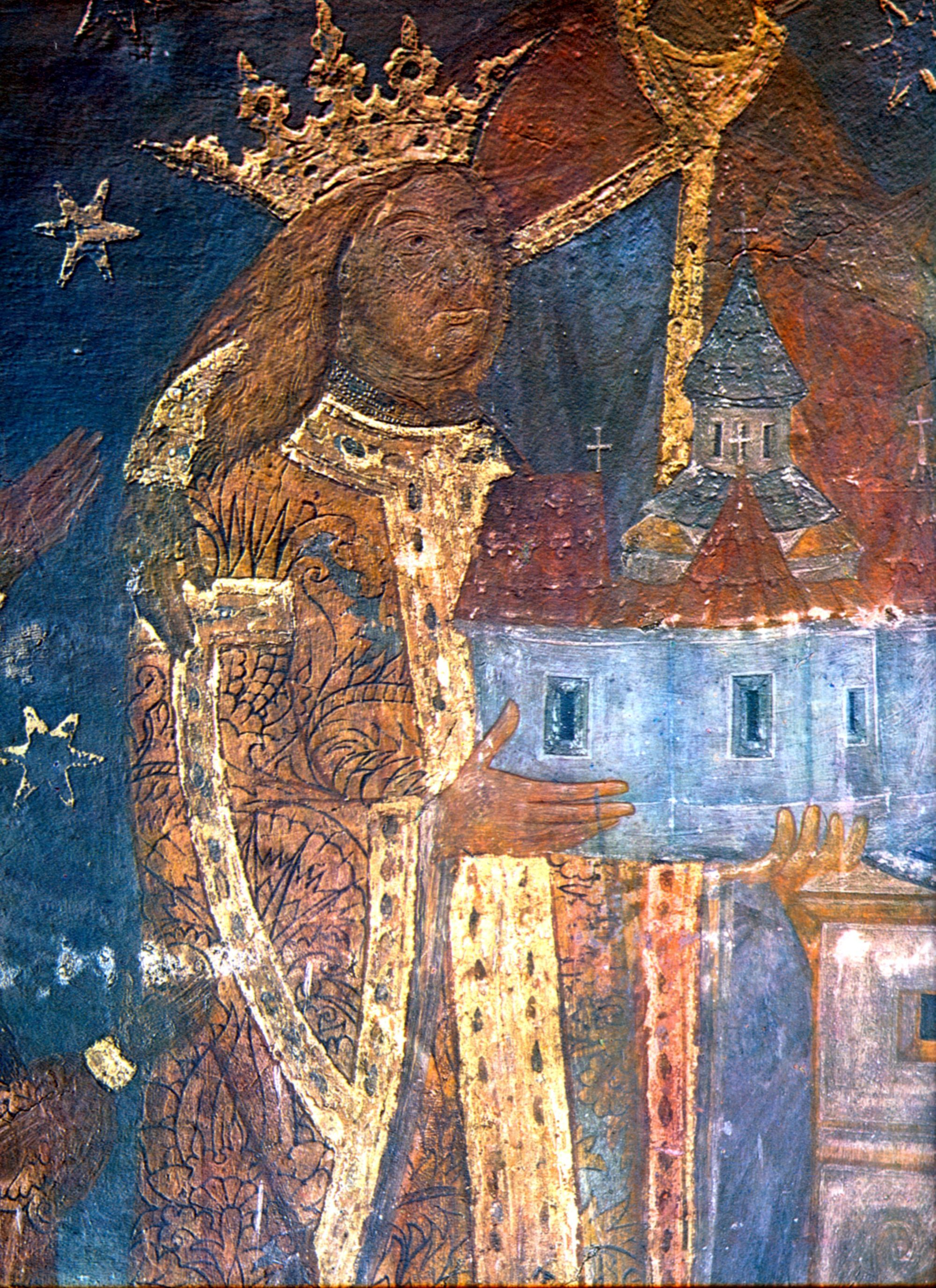
Étienne le Grand prince de Moldavie
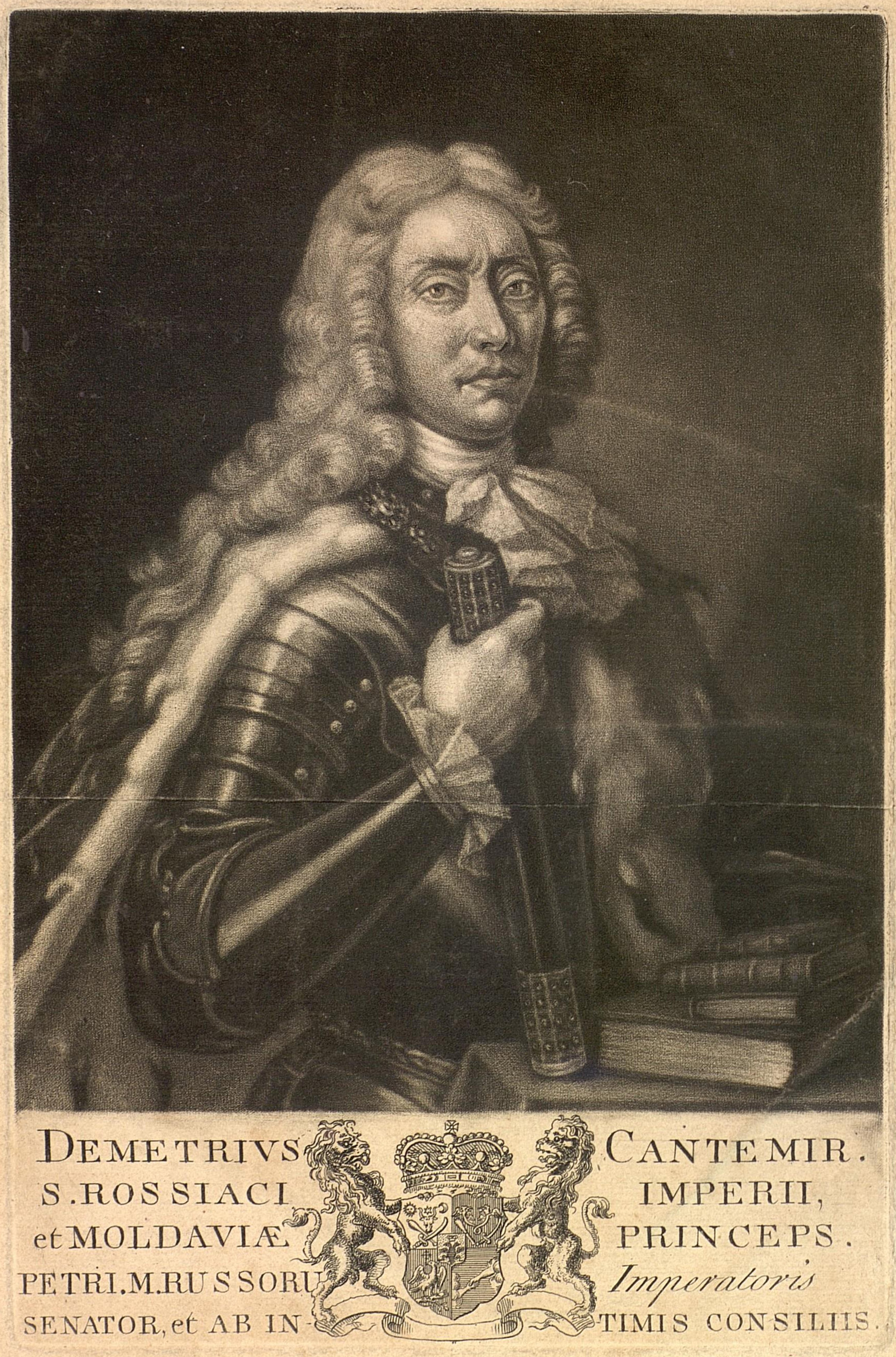
Dimitrie Cantemir prince de Moldavie
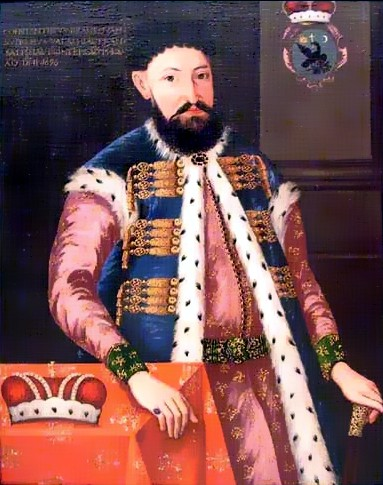
Constantin Brâncoveanu prince de Valachie
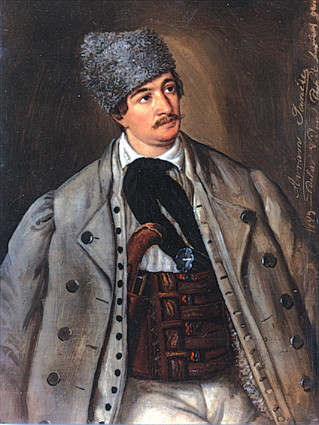
Le révolutionnaire transylvain Avram Iancu en 1848.
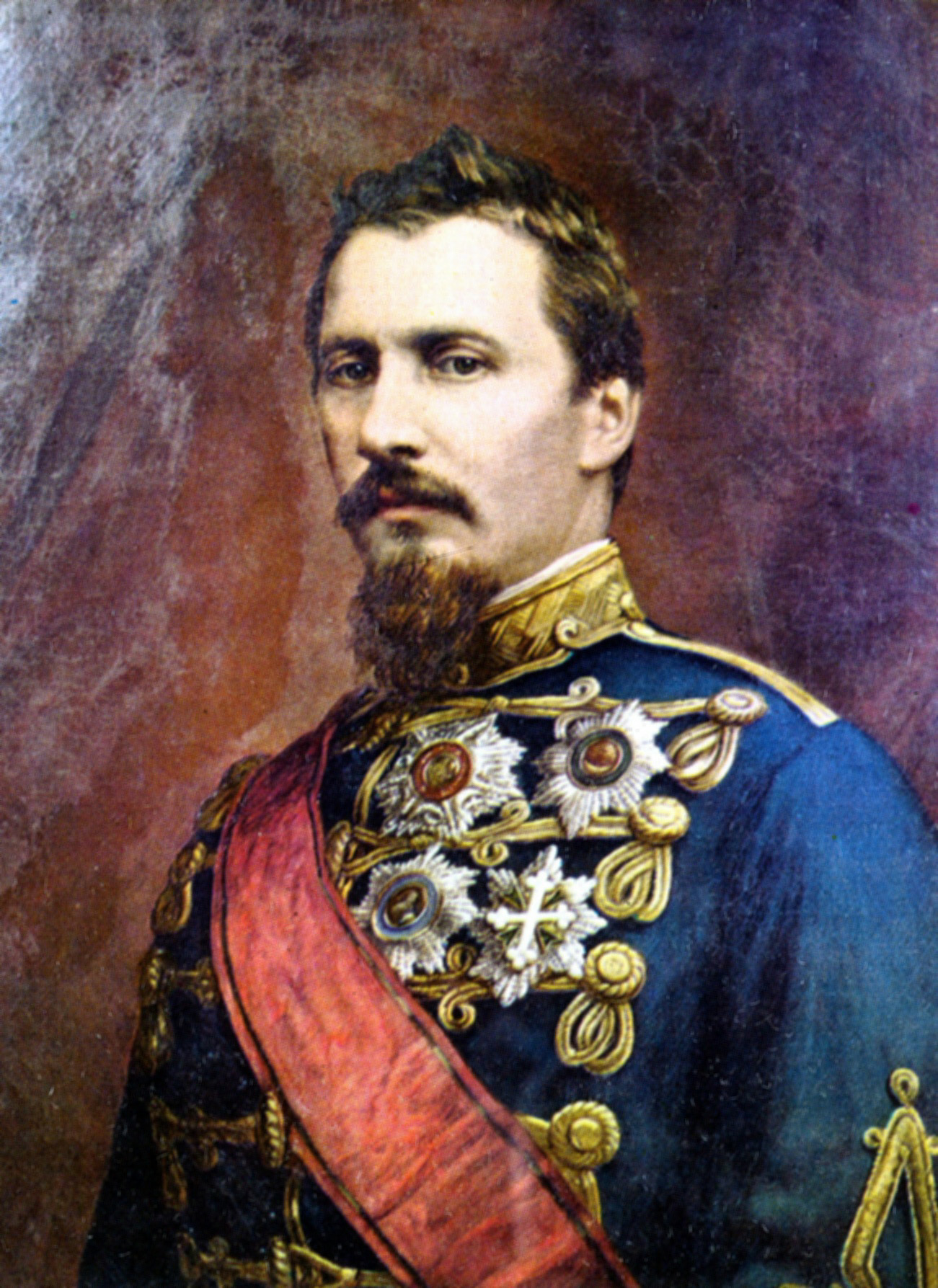
Alexandru Ioan Cuza, premier prince de Roumanie
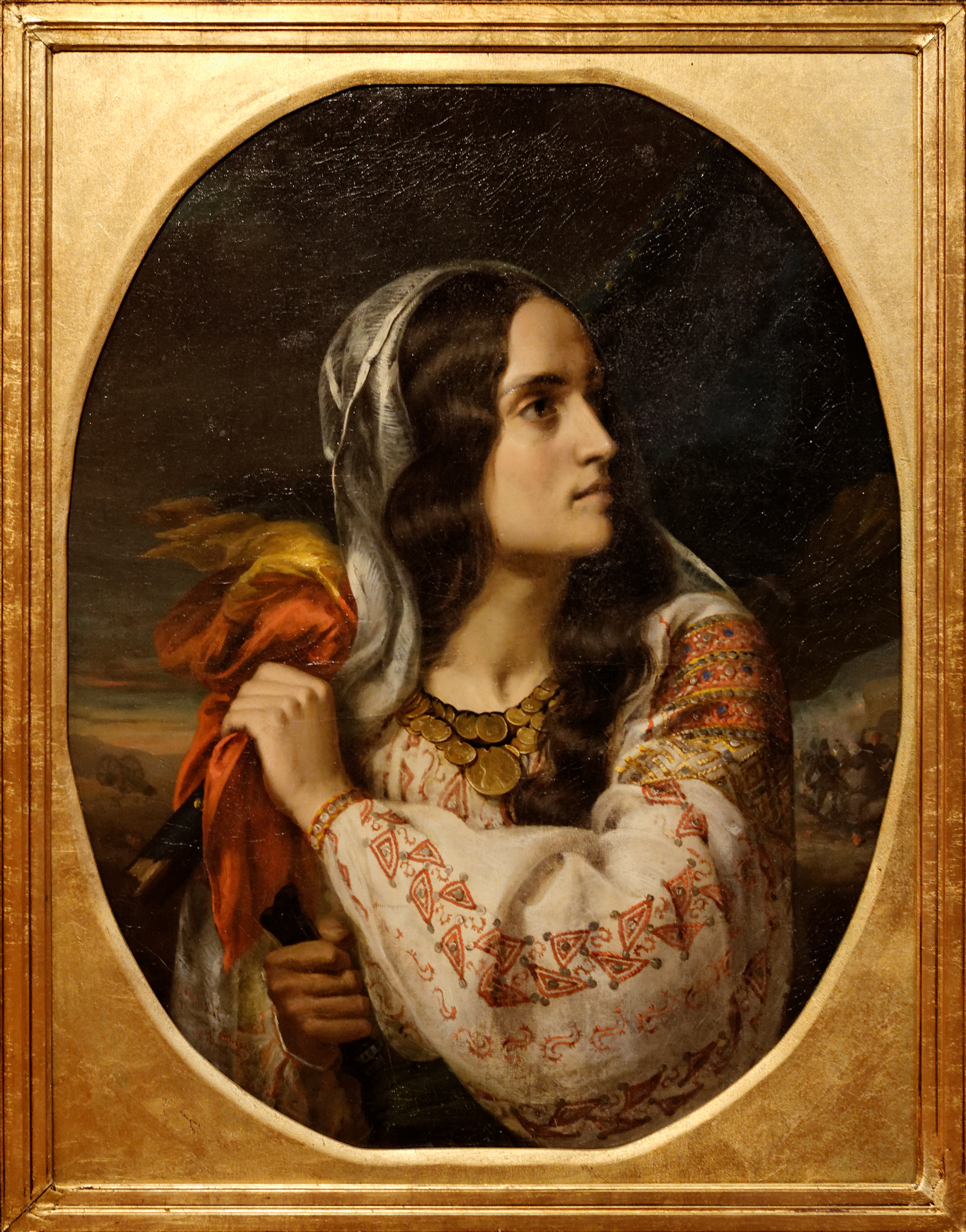
Il semble qu'Ana Ipătescu, héroïne de la révolution roumaine de 1848, a servi de modèle au peintre Constantin Daniel Rosenthal pour incarner la « Roumanie révolutionnaire »
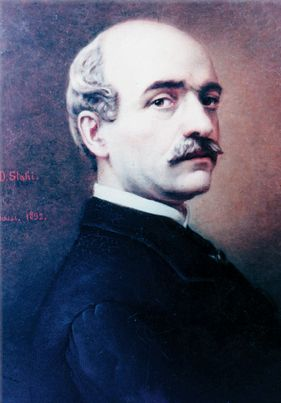
Vasile Alecsandri, poète et écrivain
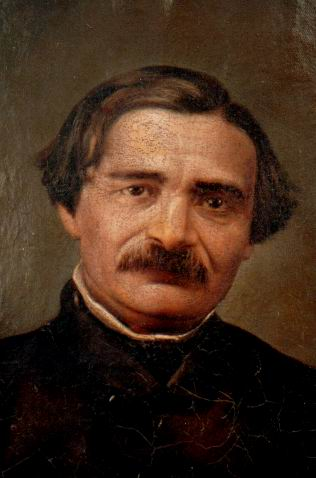
Ion Heliade Rădulescu, écrivain et éditeur
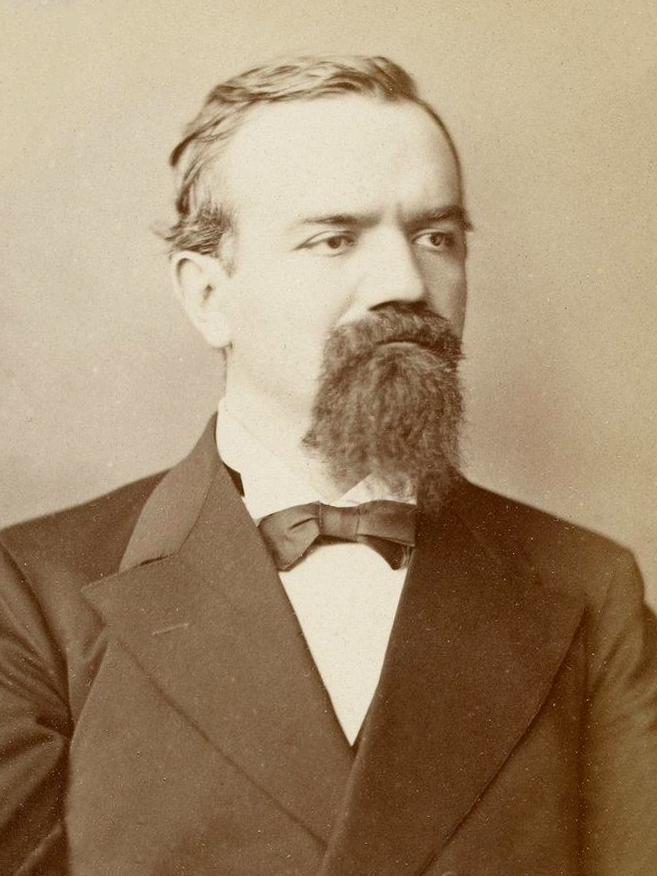
Titu Maiorescu ministre de l'Instruction publique
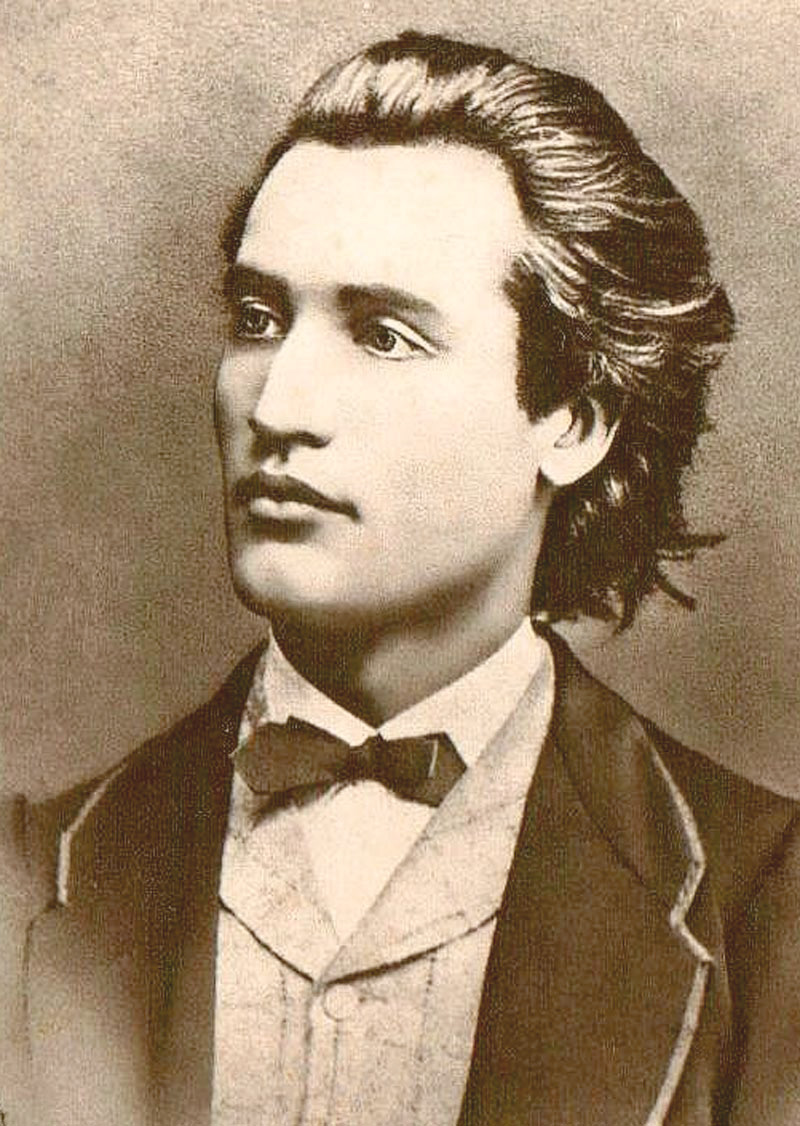
Mihai Eminescu, poète
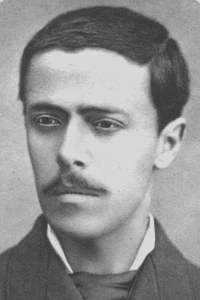
Ion Luca Caragiale, le « Courteline roumain »
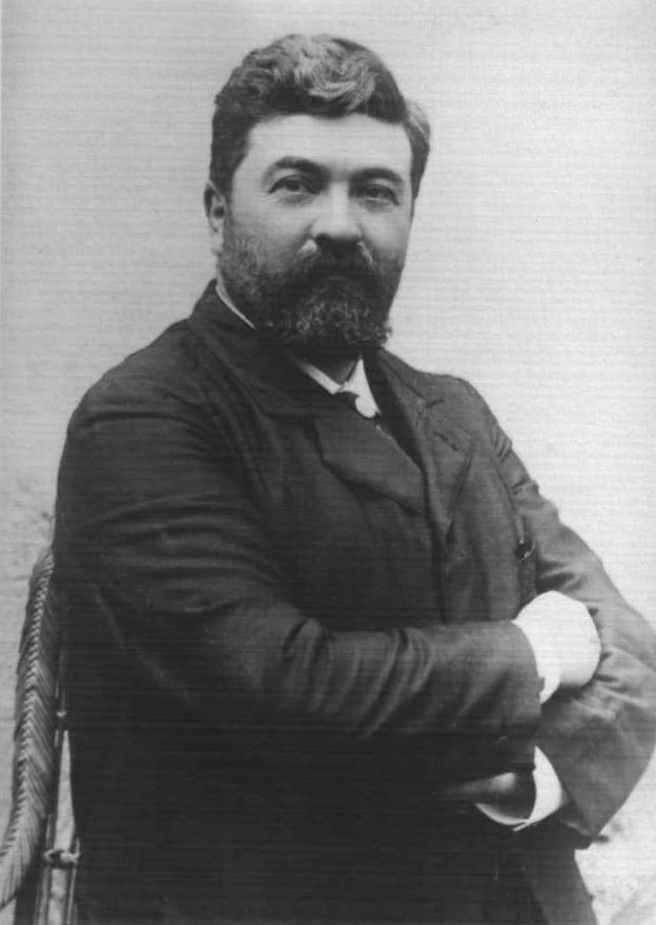
Ioan Cantacuzino, le « Pasteur roumain »
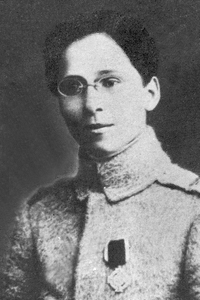
Ecaterina Teodoroiu, militaire, héroïne de la Première Guerre mondiale
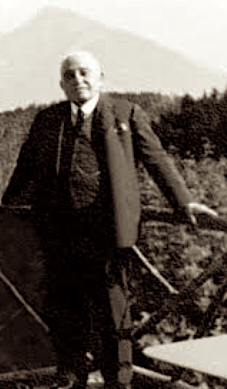
Grigore Antipa, naturaliste
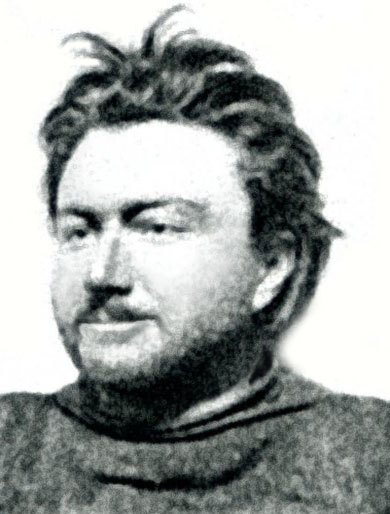
Emil Racoviță, naturaliste, explorateur antarctique et spéléologue
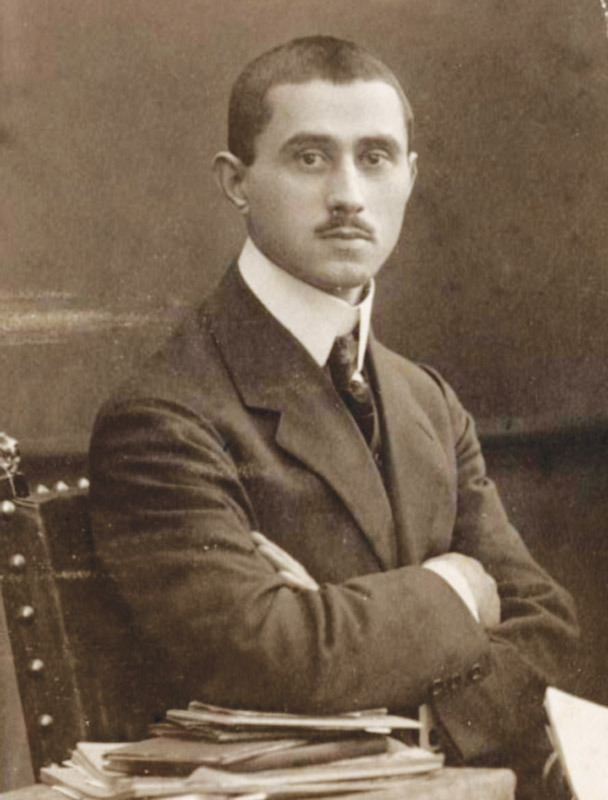
Aurel Vlaicu, pionnier de l'aviation
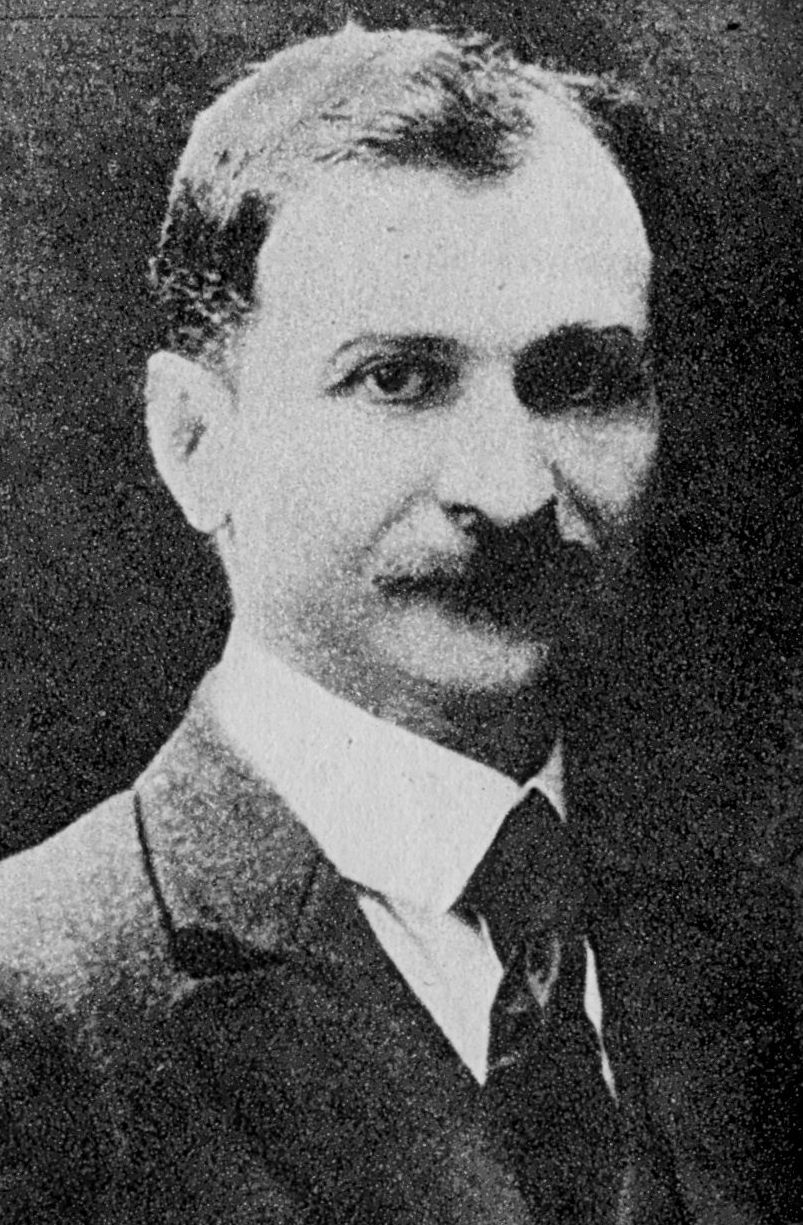
Traian Vuia, pionnier de l'aviation
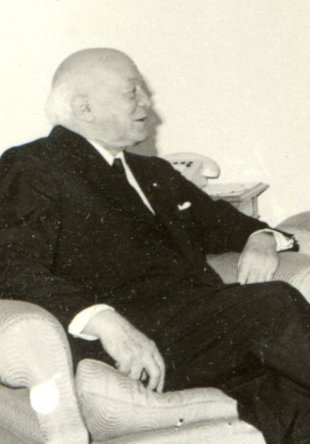
Henri Coandă, pionnier de l'aviation à réaction
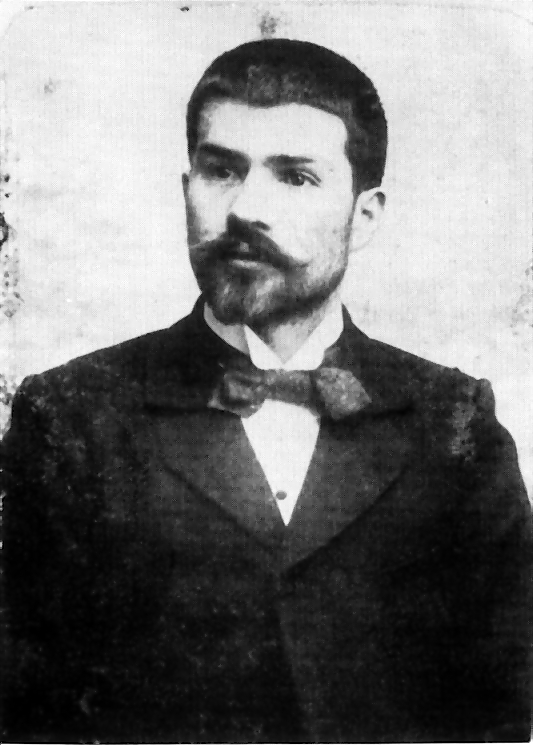
Constantin Brâncuși, sculpteur
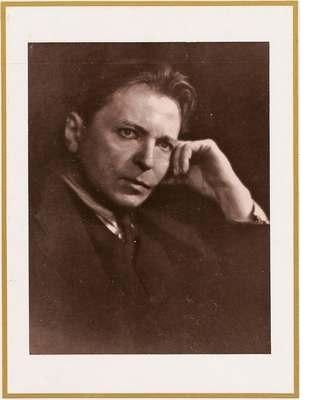
George Enescu, compositeur et interprète
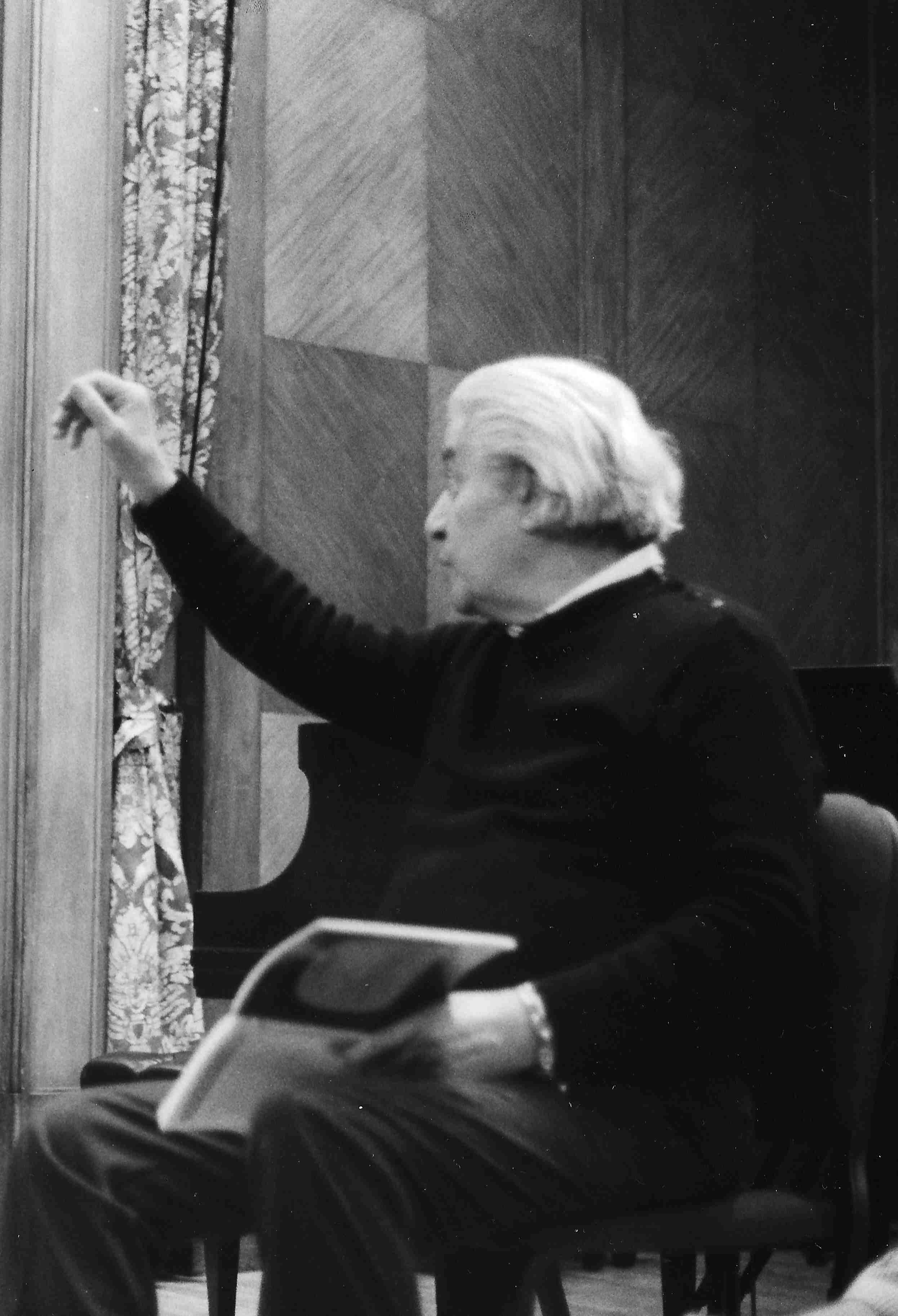
Sergiu Celibidache, chef d'orchestre
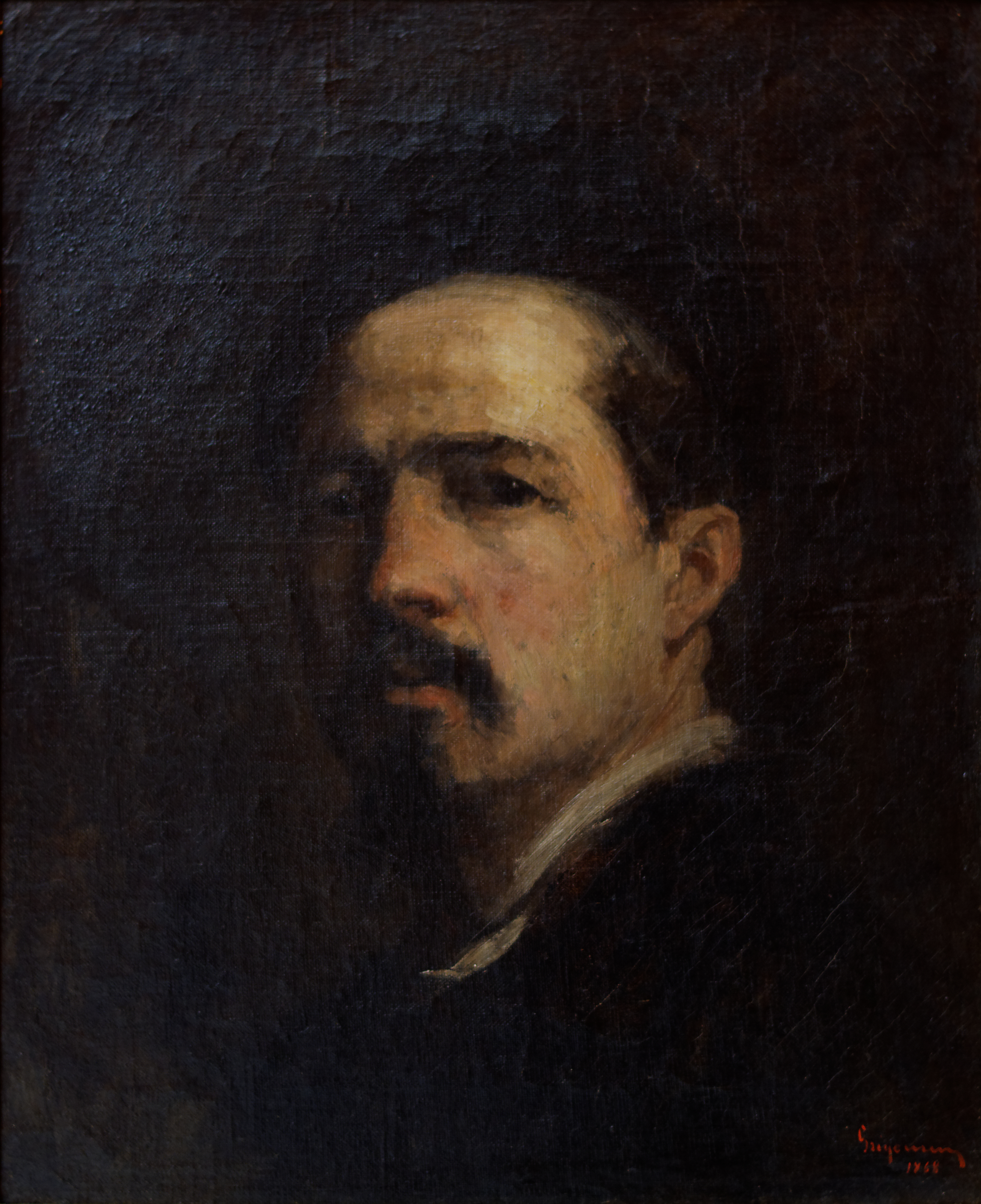
Nicolae Grigorescu, peintre
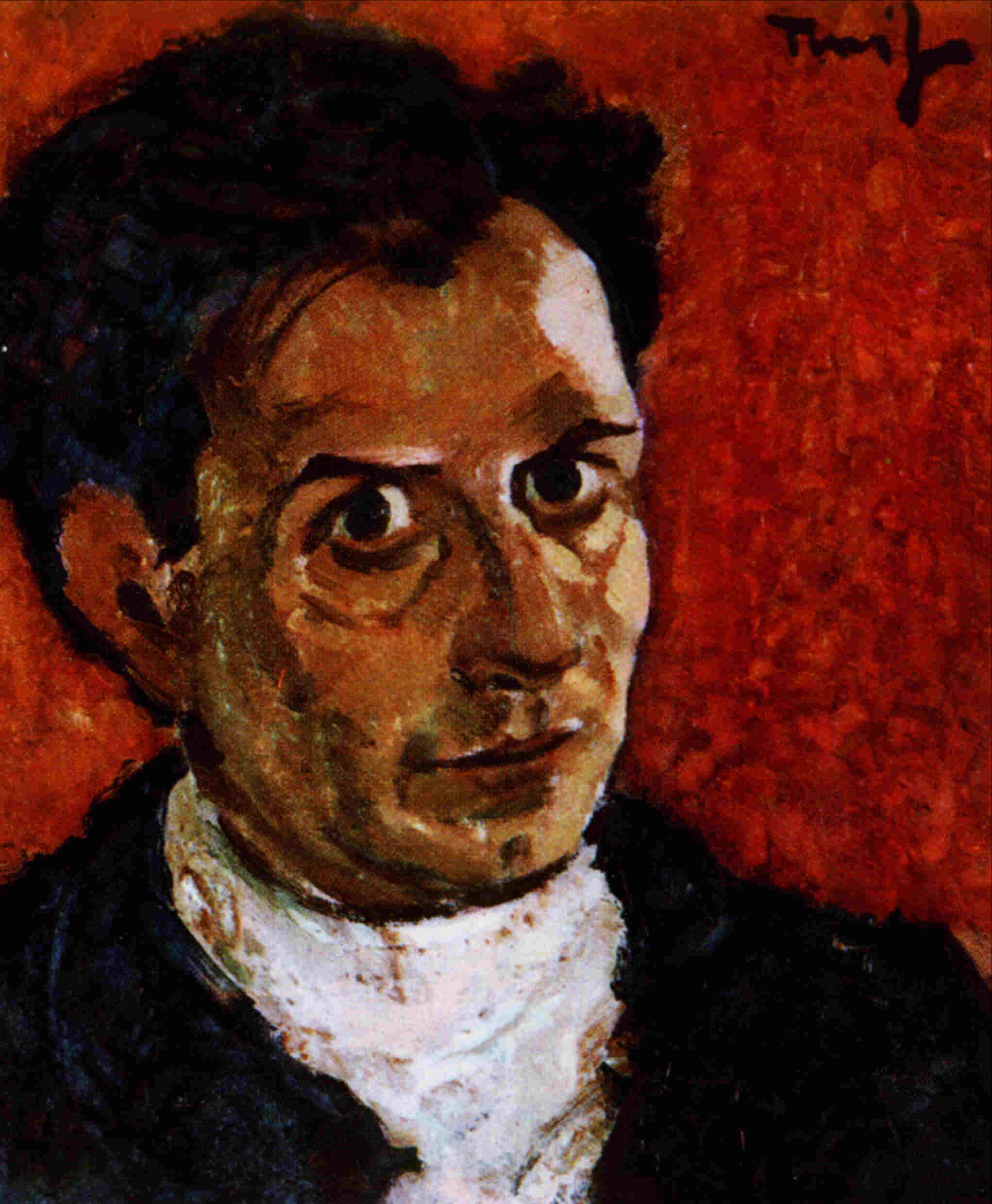
Nicolae Tonitza, peintre
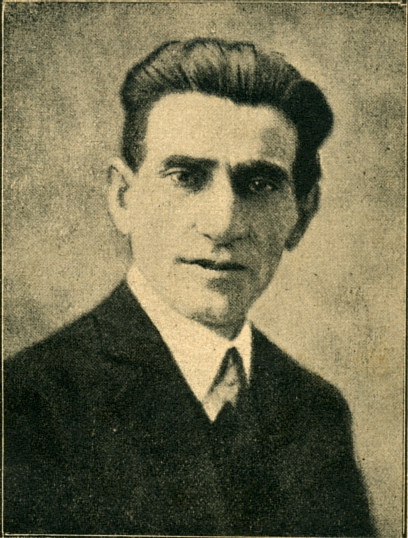
Panait Istrati, écrivain
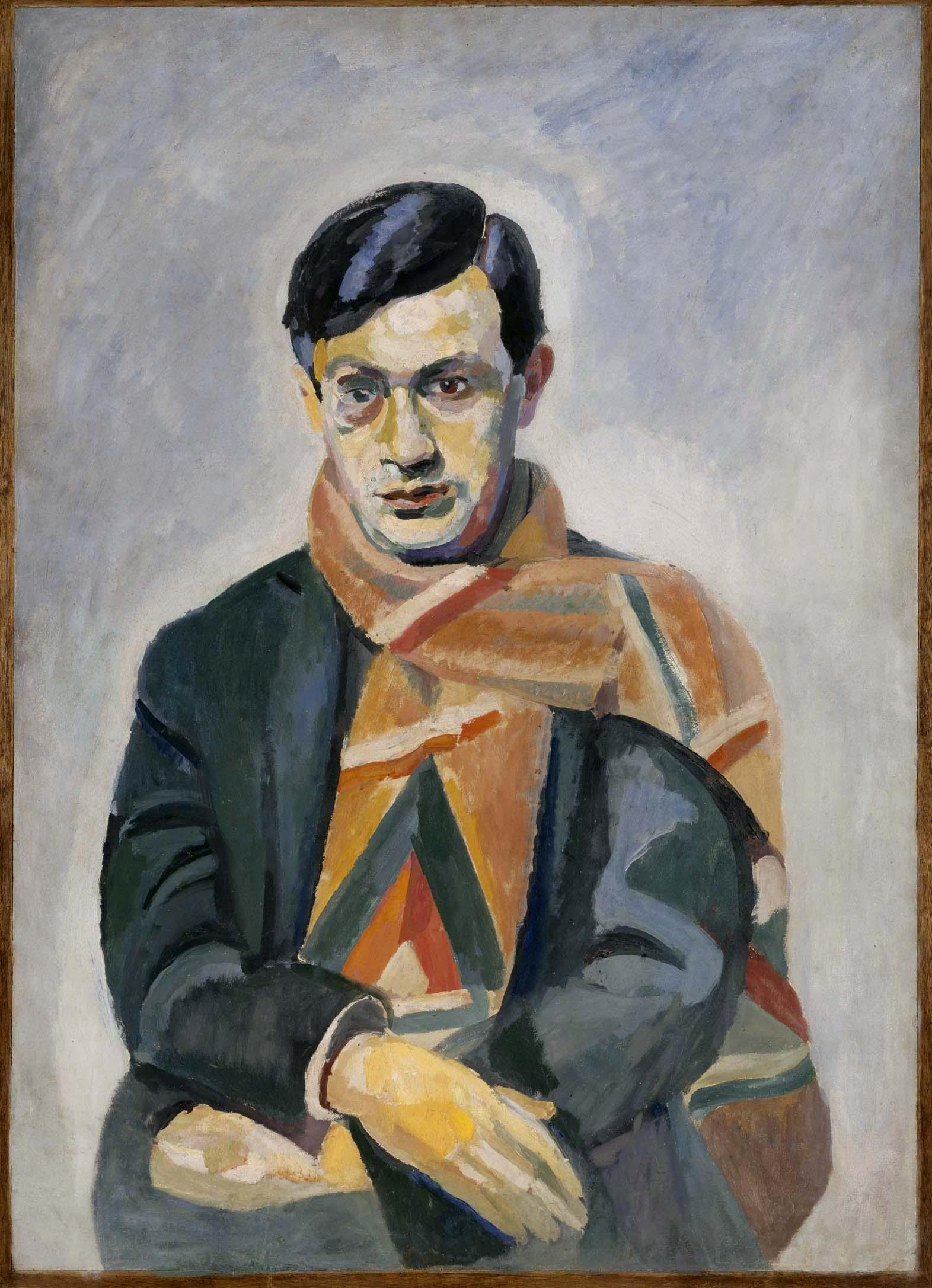
Tristan Tzara, auteur surréaliste « dadaïste »
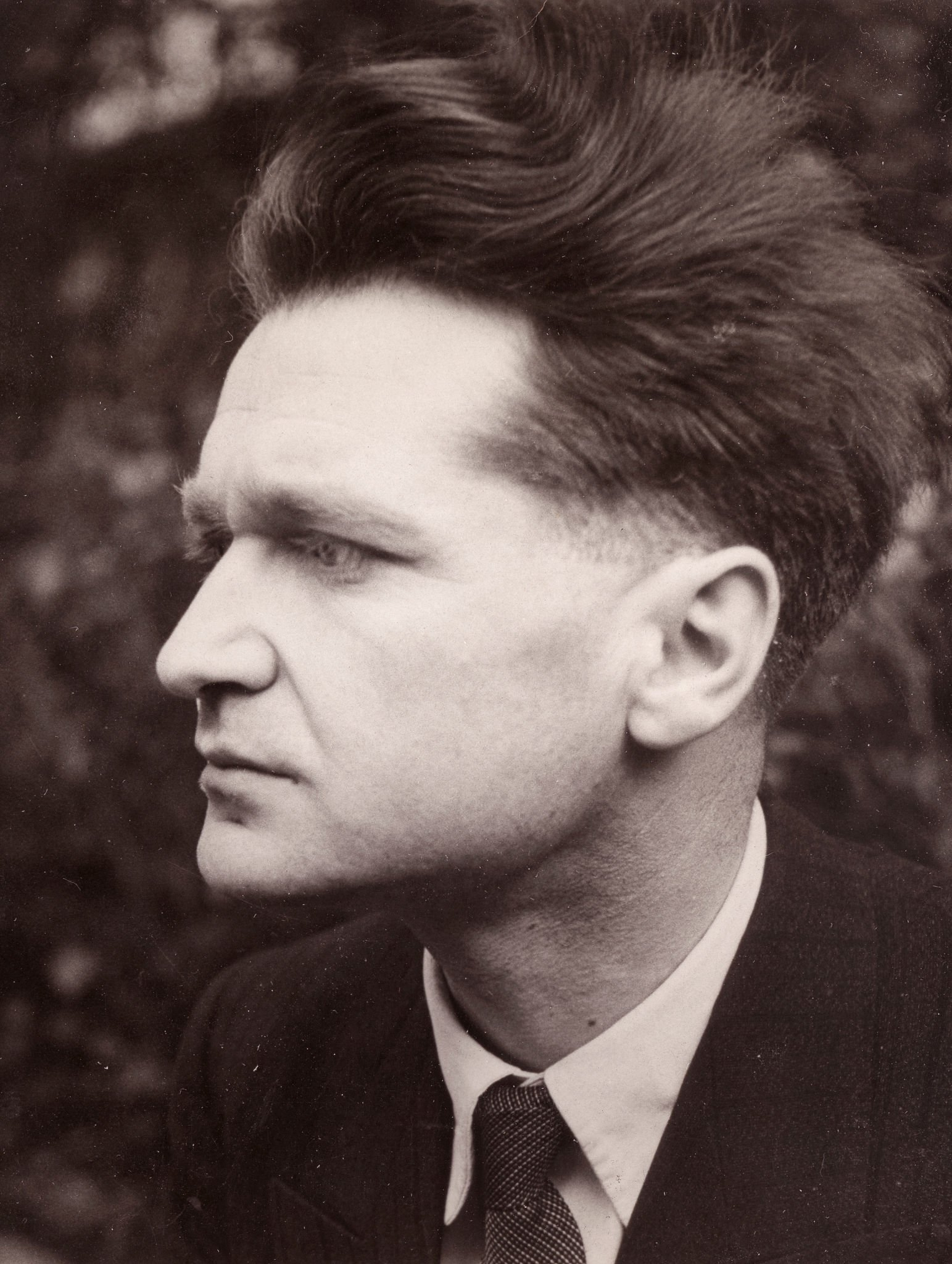
Emil Cioran, écrivain et philosophe
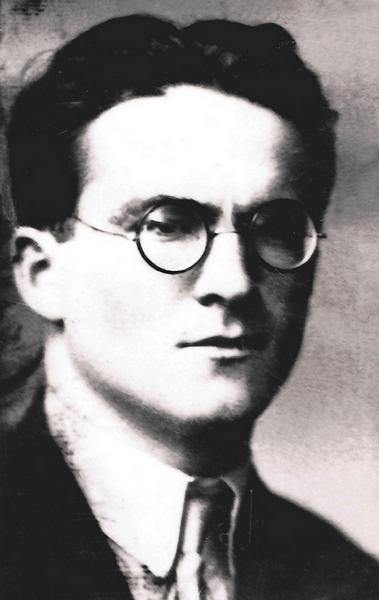
Mircea Eliade, historien des religions et romancier
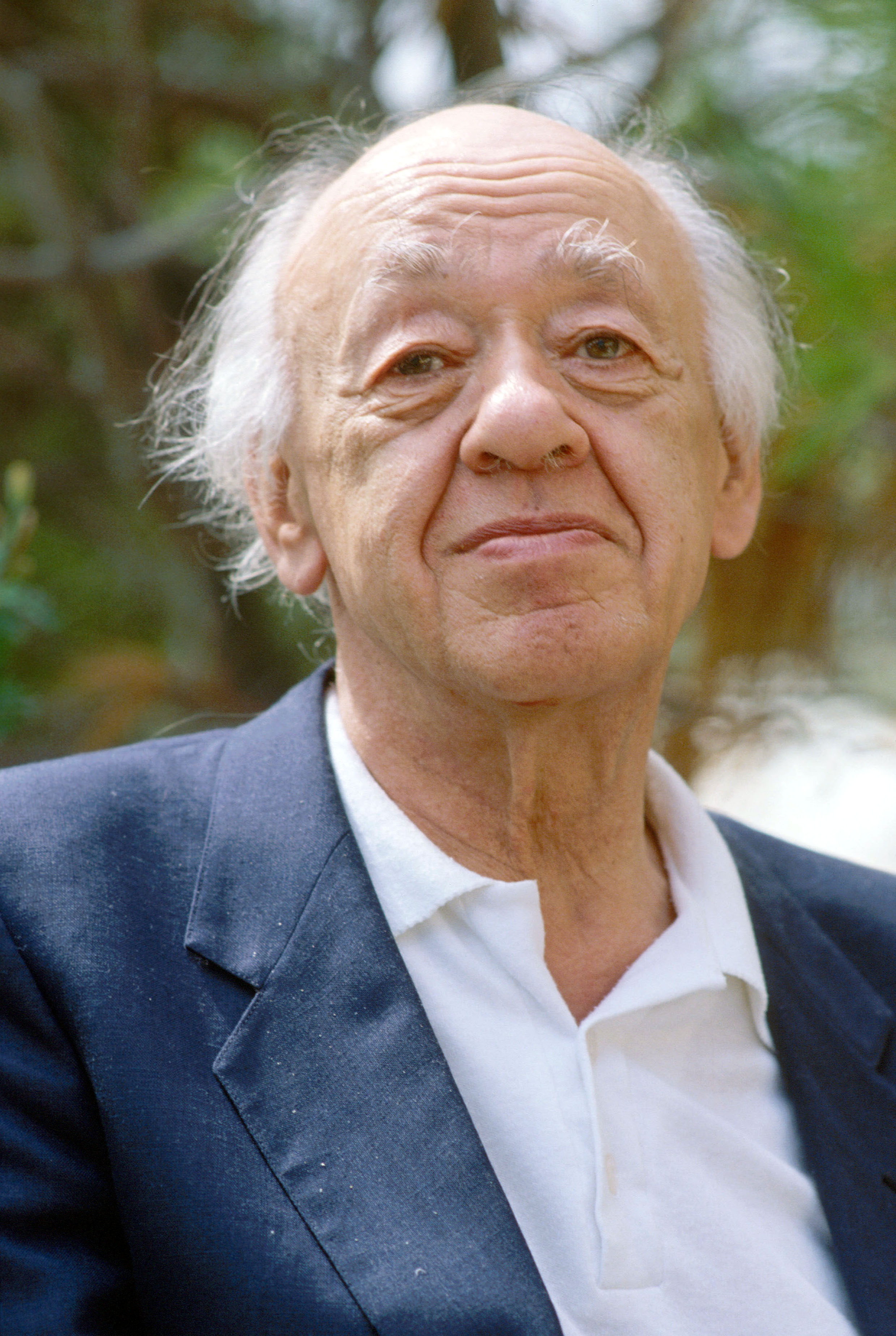
Eugen Ionescu, dramaturge
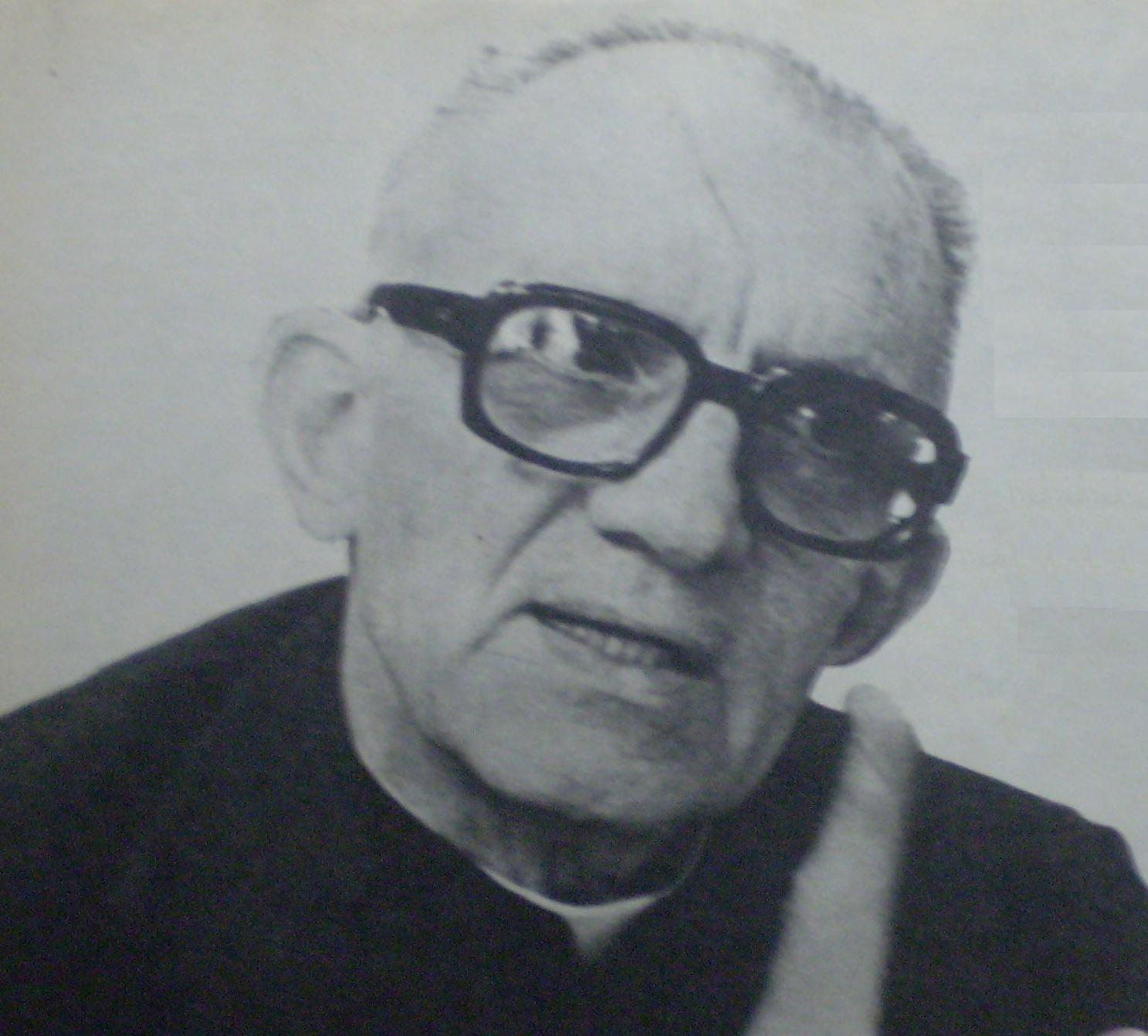
Virgil Gheorghiu, romancier, auteur de La Vingt-cinquième Heure
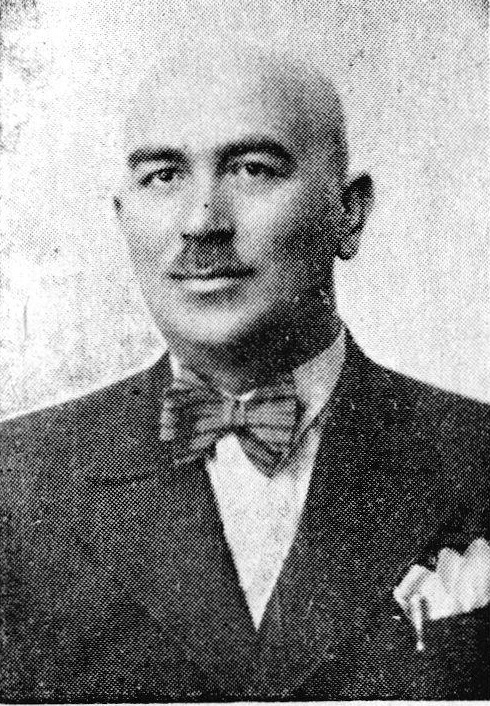
Traian Popovici, avocat et « Juste parmi les nations »
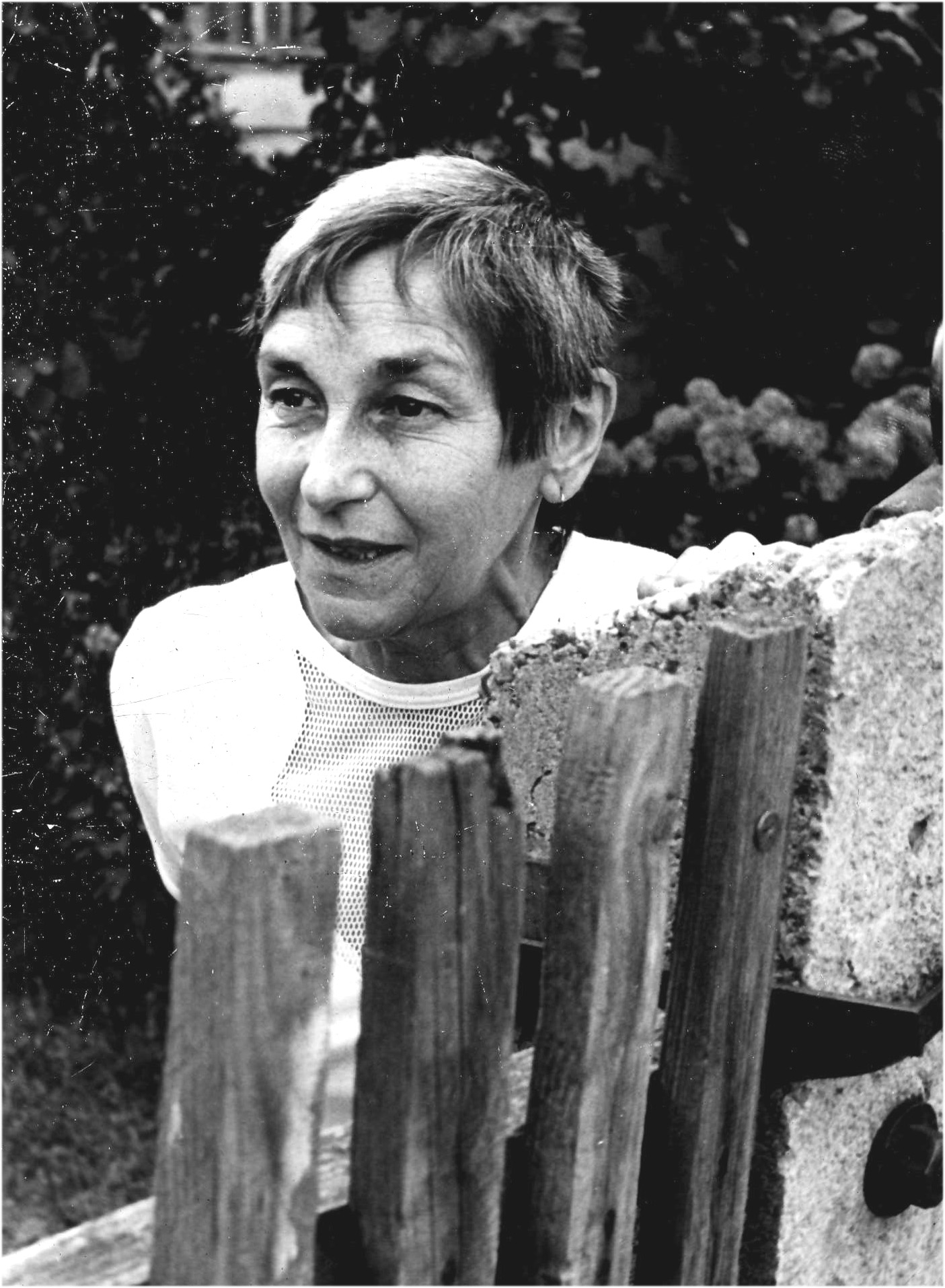
Doina Cornea, dissidente dénonçant les crimes de la dictature
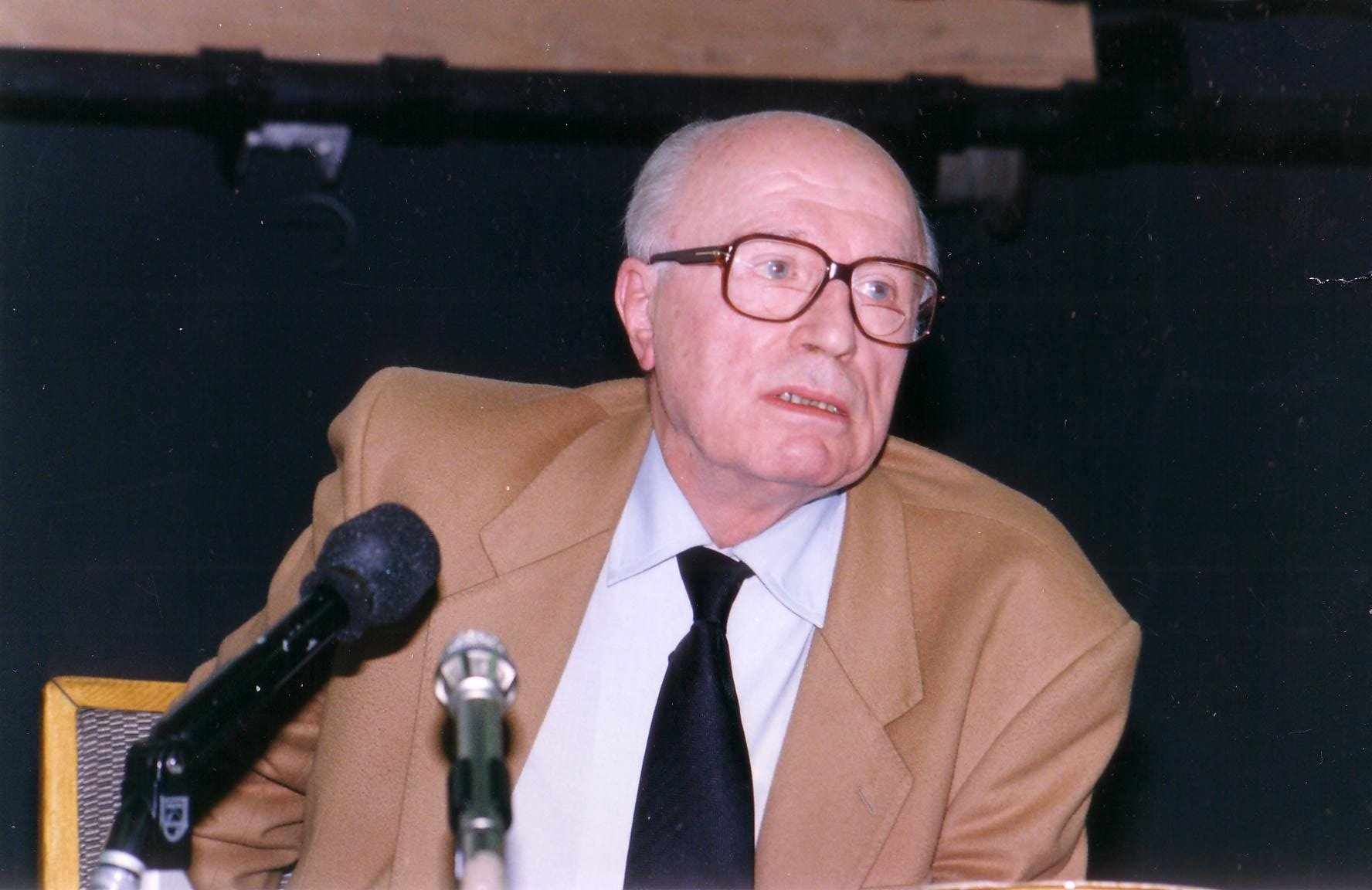
Virgil Ierunca, philosophe, dissident dénonçant les crimes de la dictature
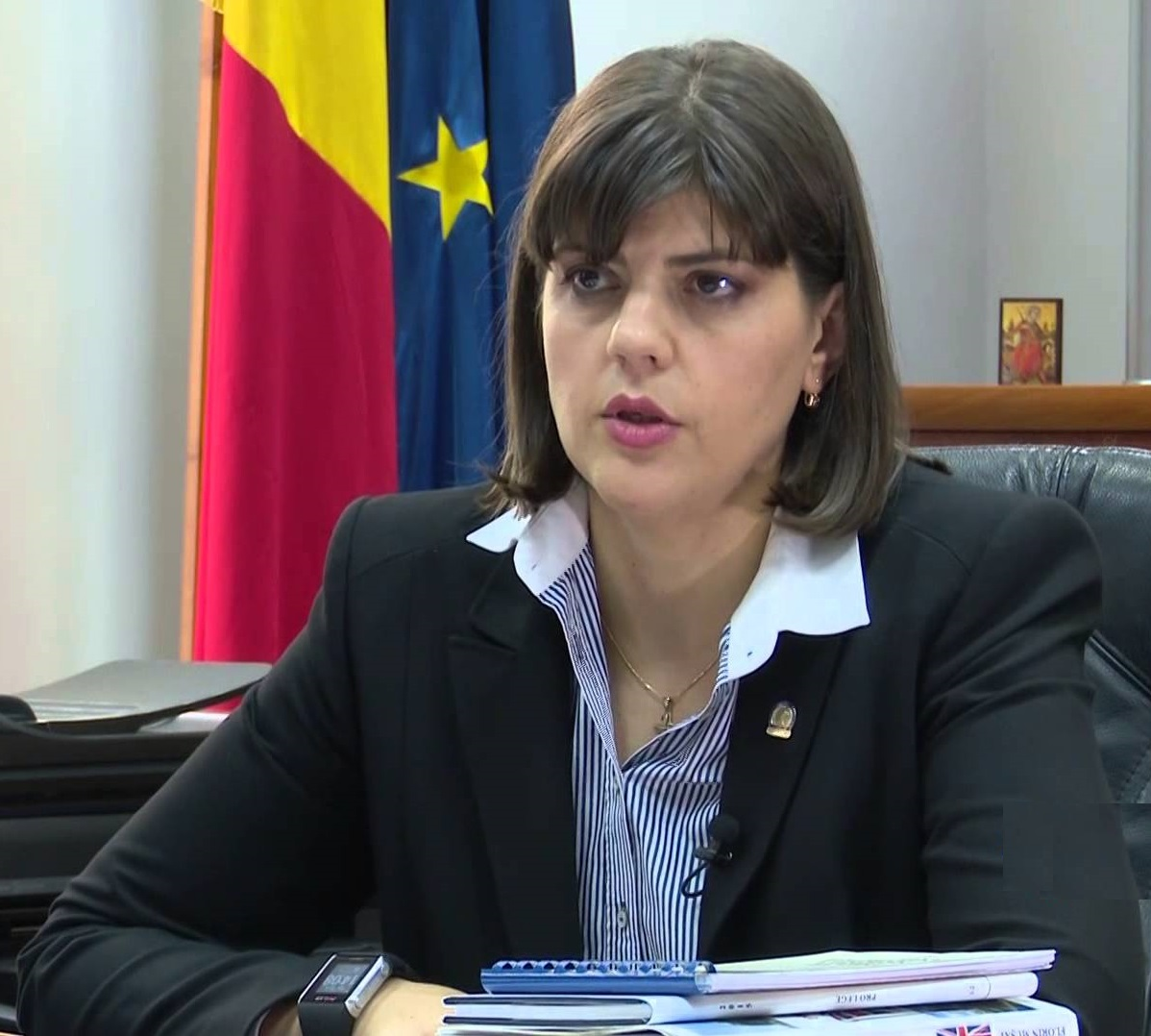
Laura Codruța Kövesi, chef de la direction nationale anticorruption puis du parquet européen
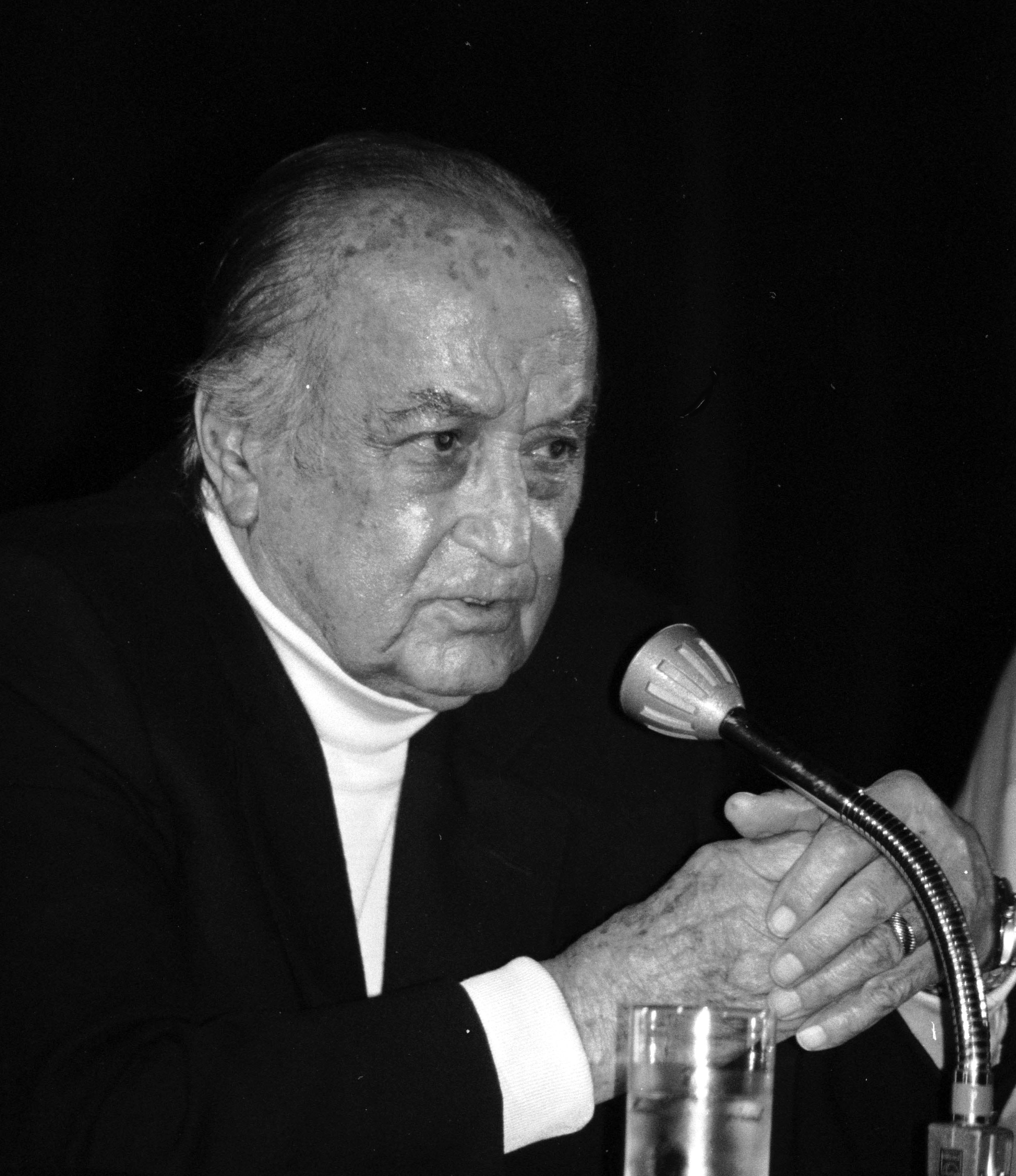
Jean Negulescu, réalisateur de cinéma
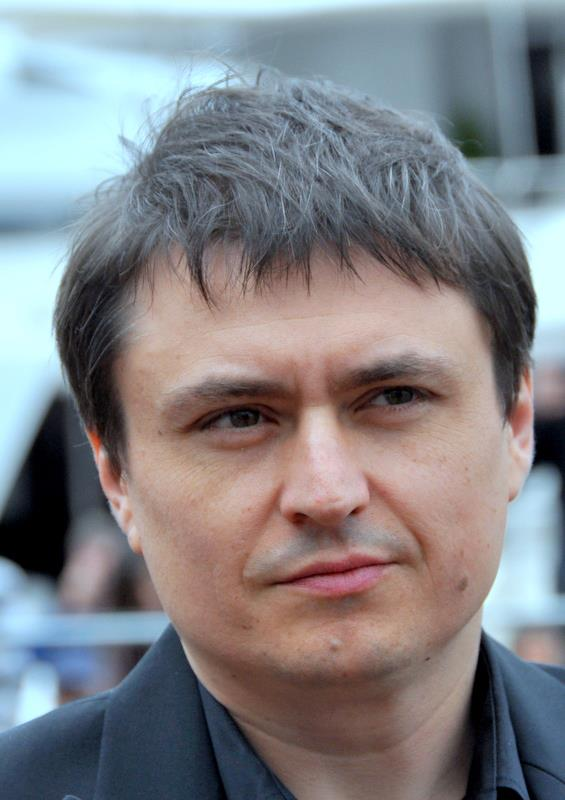
Cristian Mungiu, réalisateur de cinéma
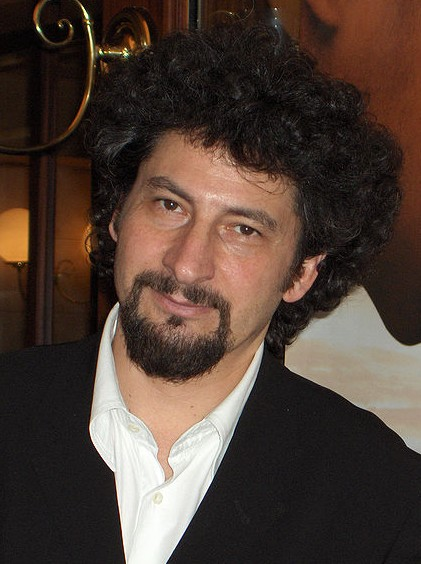
Radu Mihăileanu, réalisateur de cinéma
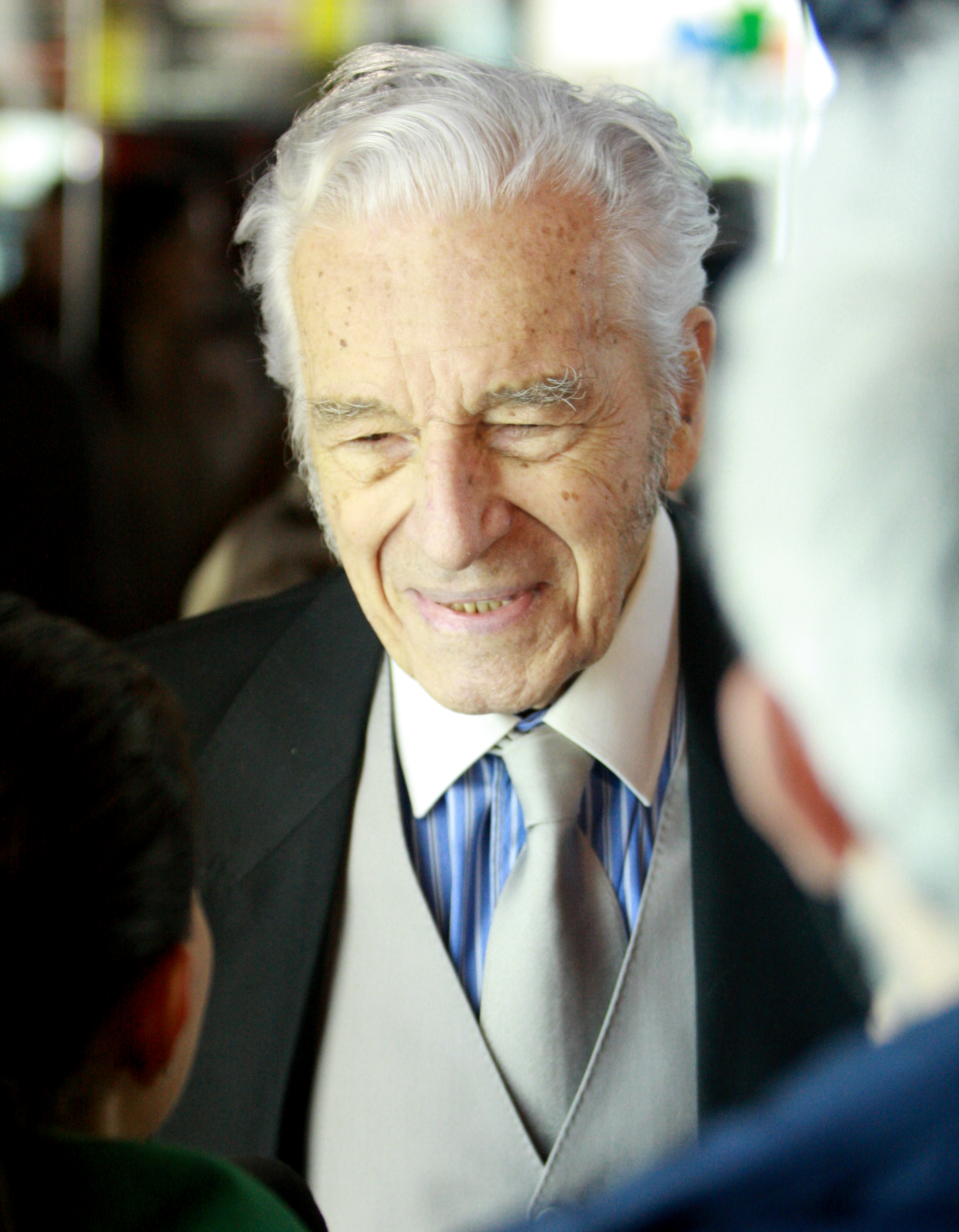
Sergiu Nicolaescu, acteur, réalisateur de cinéma
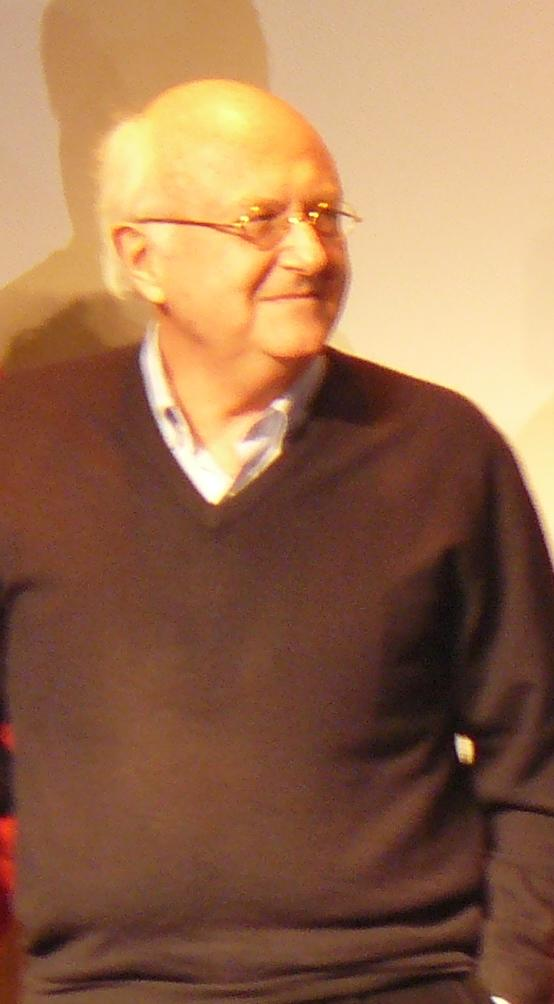
Vladimir Cosma, compositeur
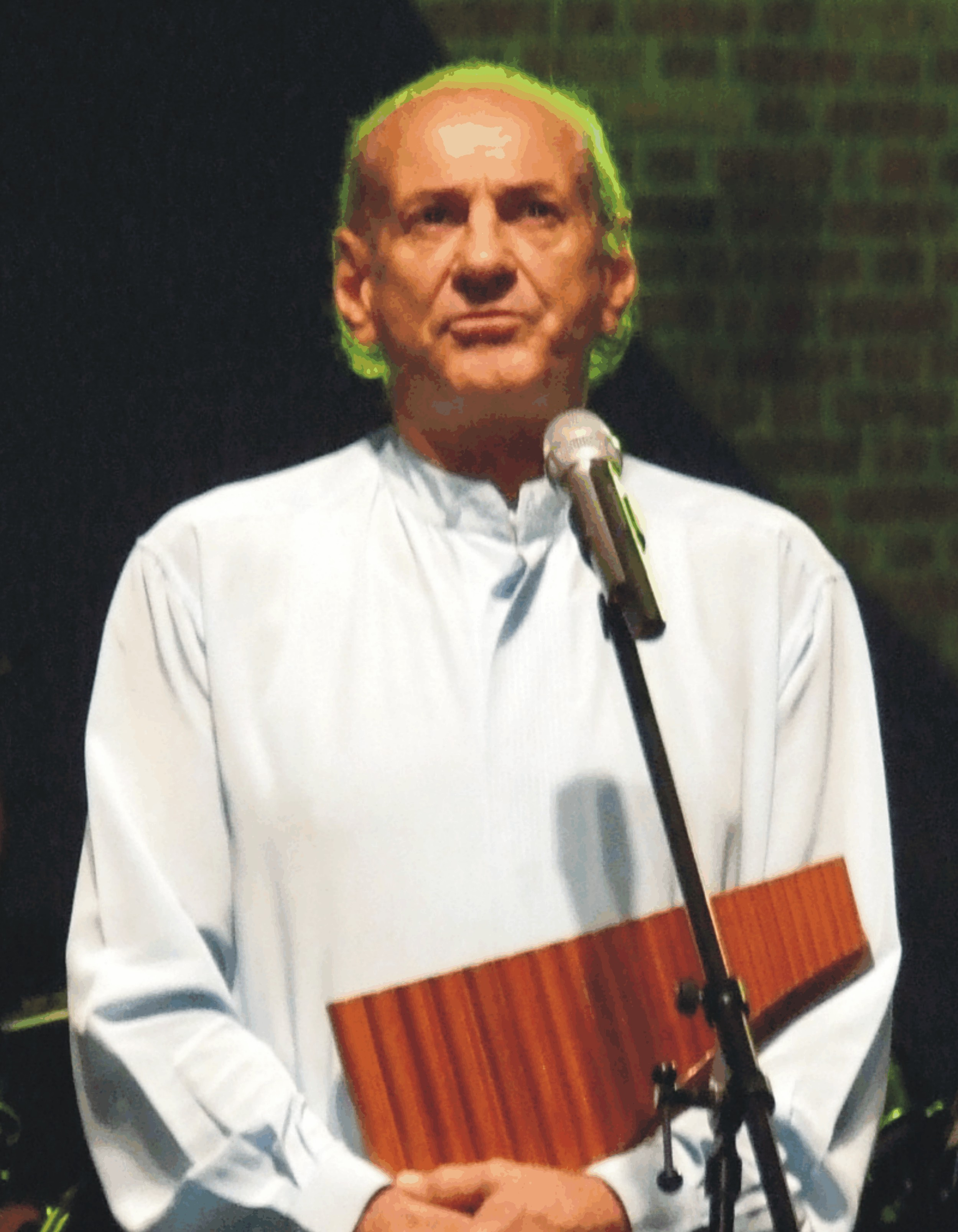
Gheorghe Zamfir, interprète, virtuose de la flûte de Pan
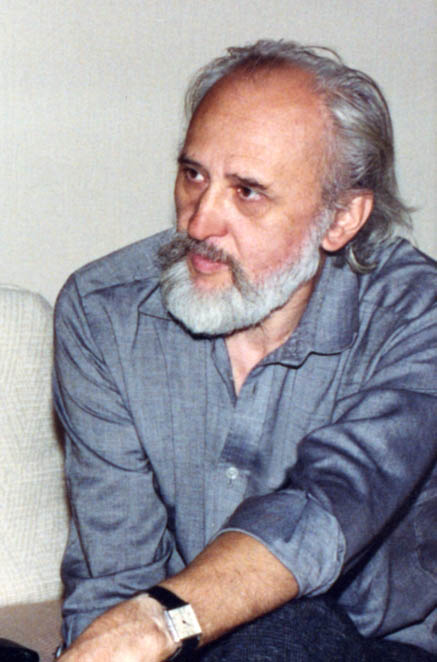
Alexandru Marinescu, océanographe
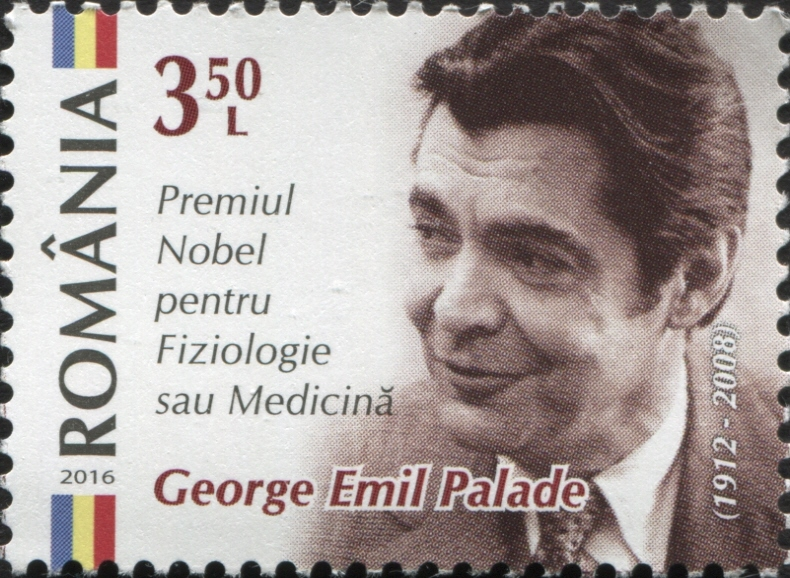
George Emil Palade, médecin, microbiologiste, prix Nobel de médecine
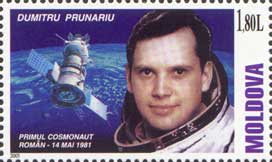
Dumitru Prunariu, astronaute (missions Soyouz 40 et Saliout 6)
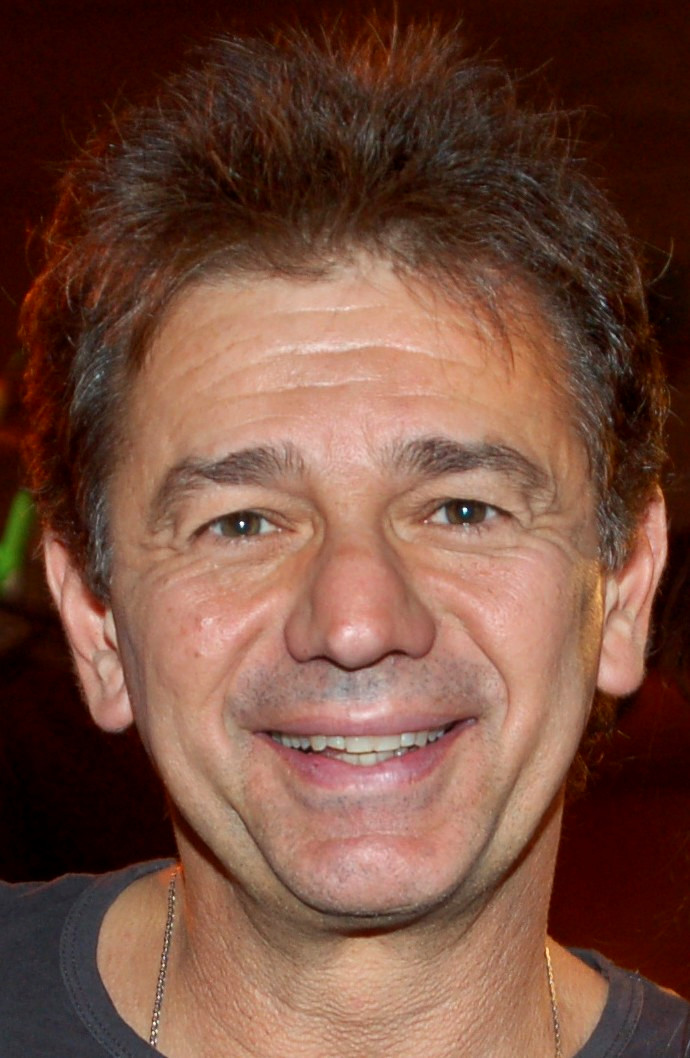
Adrian Zmed acteur américain
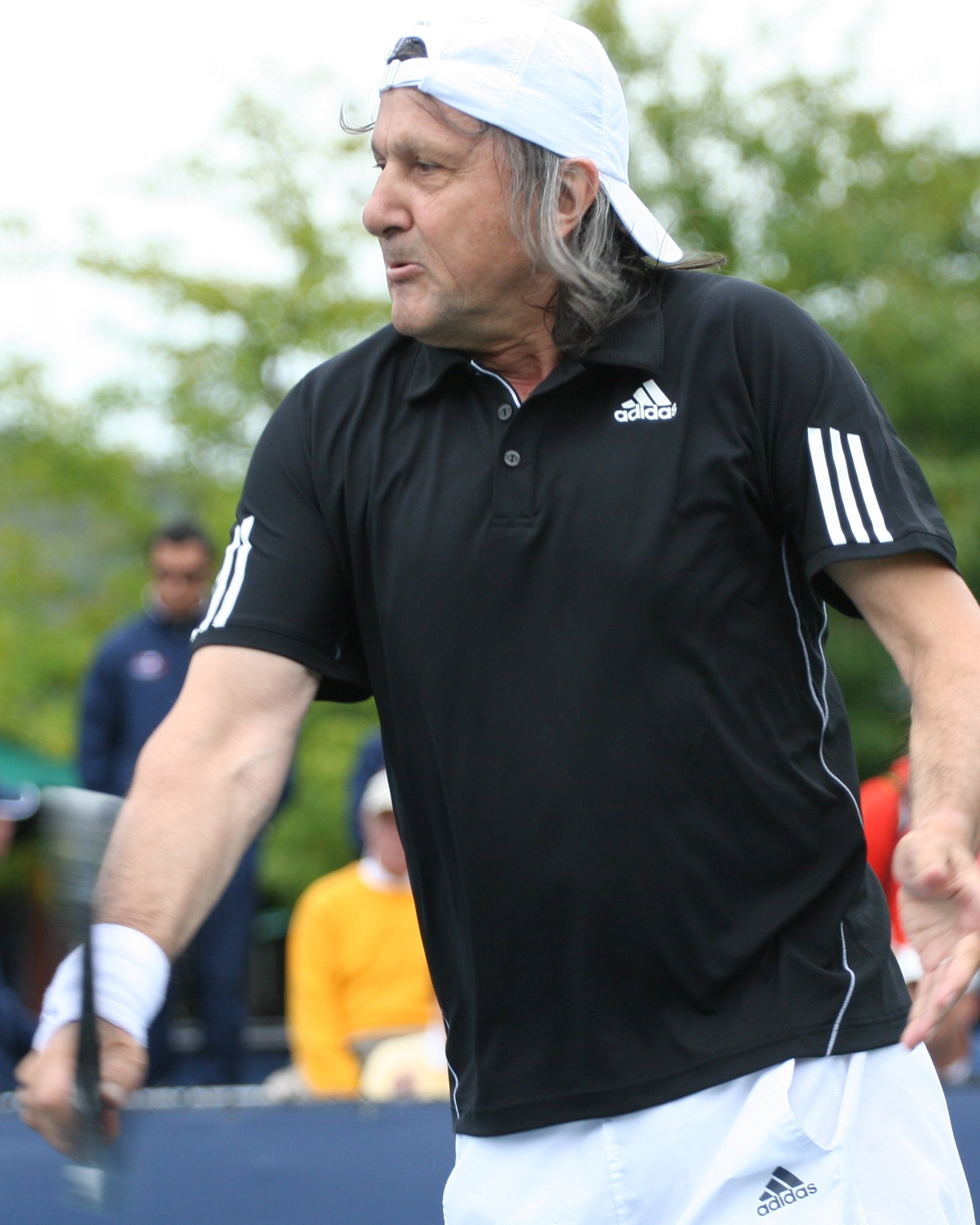
Ilie Năstase, joueur de tennis et homme d'affaires
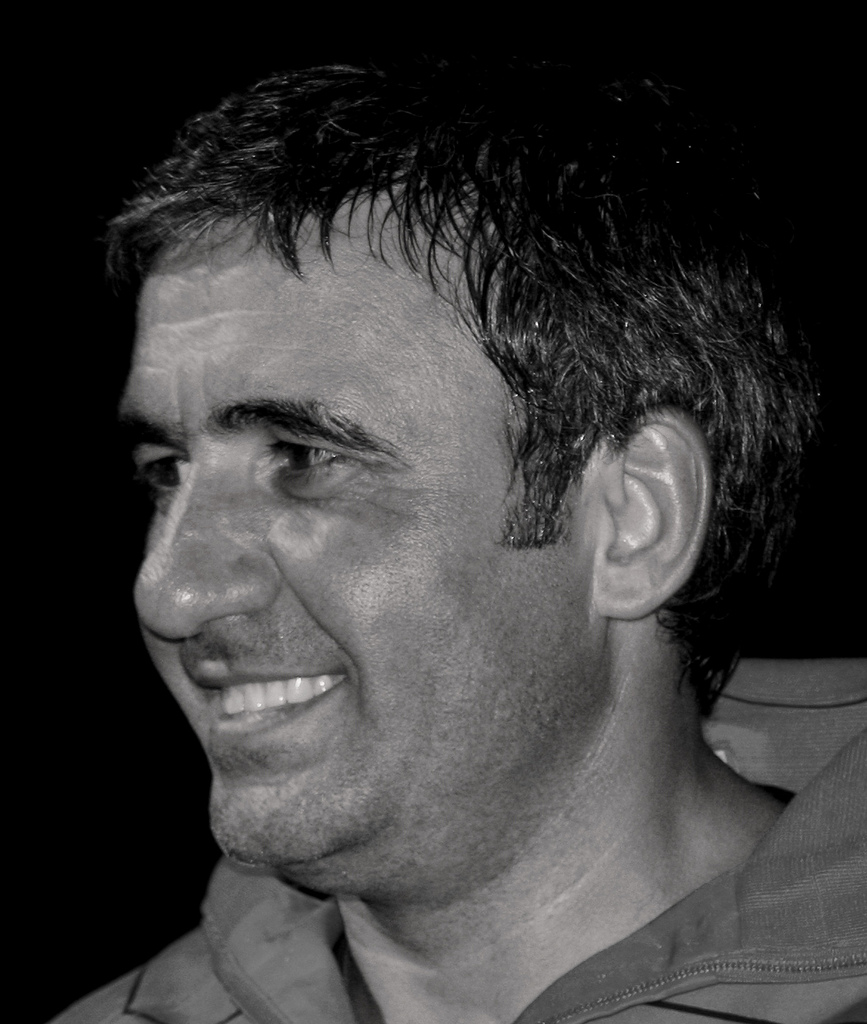
Gheorghe Hagi, footballeur international
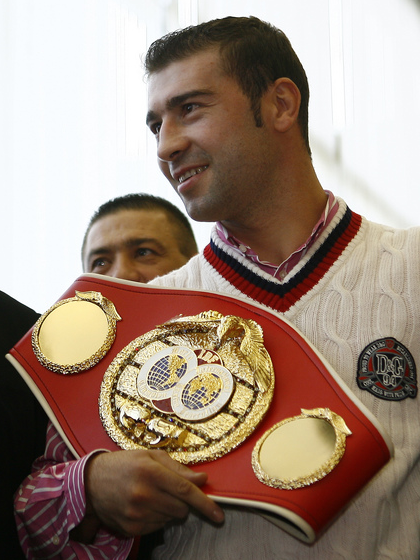
Lucian Bute, boxeur
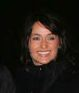
Nadia Comăneci, gymnaste
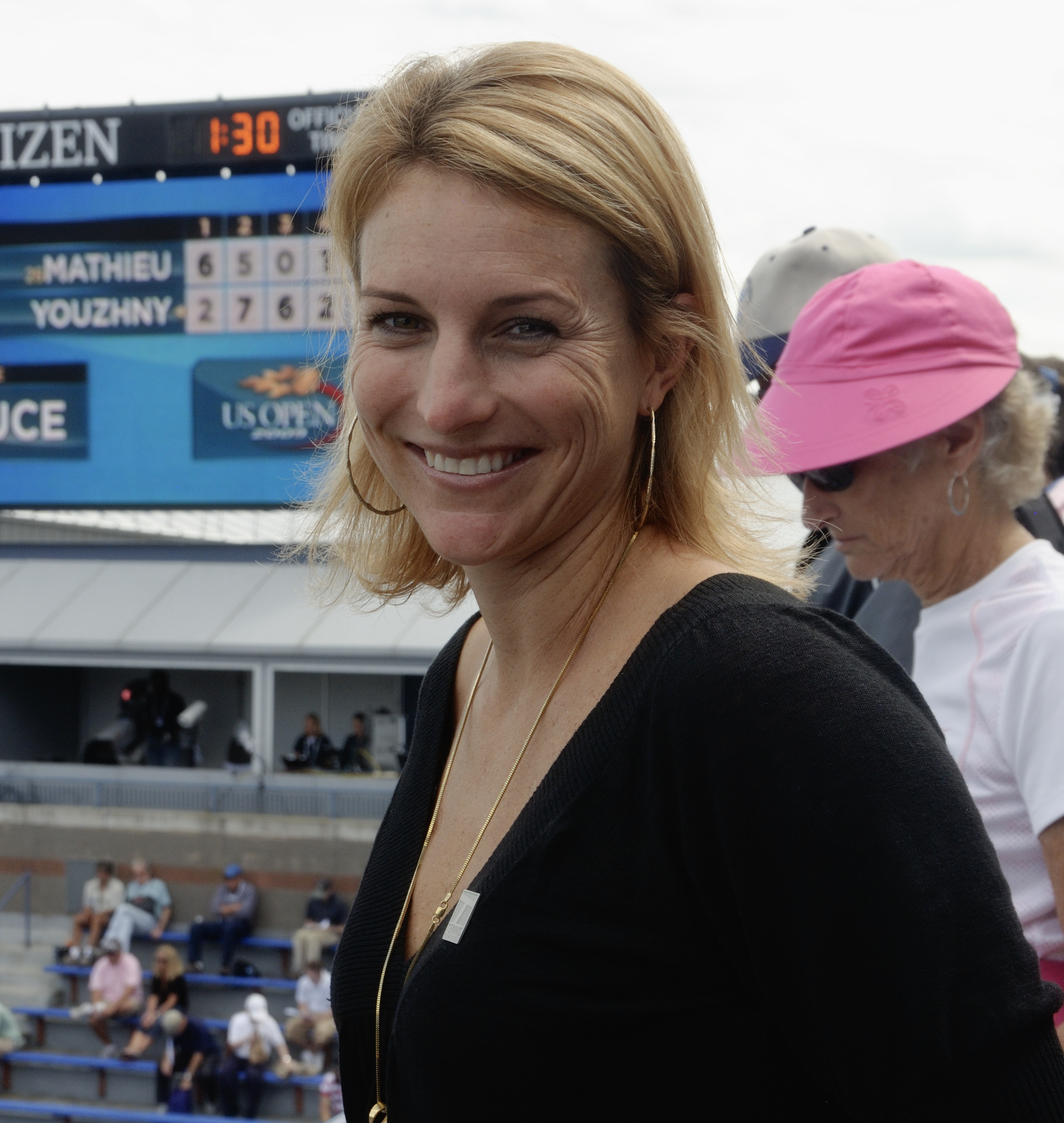
Corina Morariu, tenniswoman
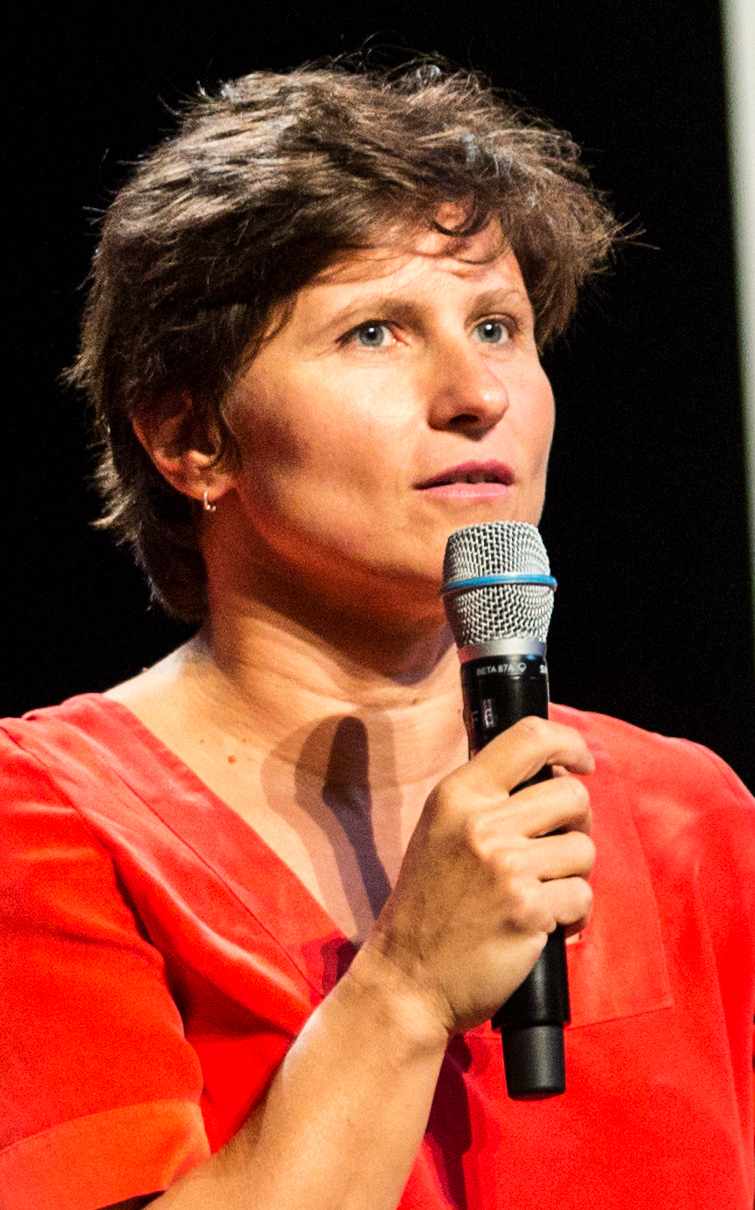
Roxana Mărăcineanu, nageuse et ministre française des Sports
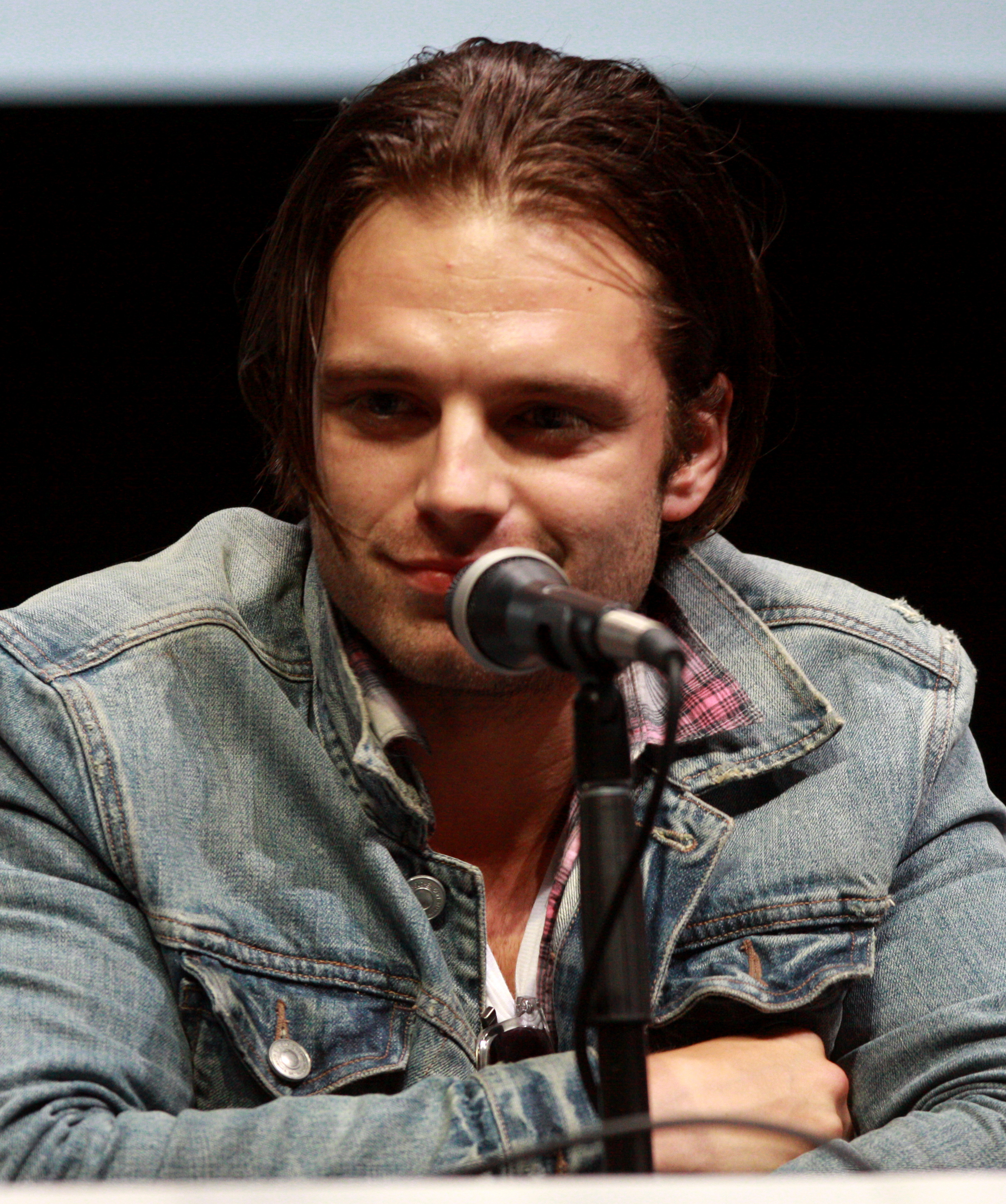
Sebastian Stan, acteur devenu américain
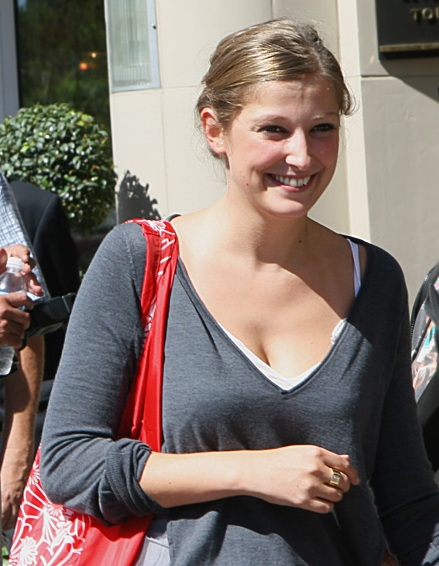
Alexandra Maria Lara, actrice allemande
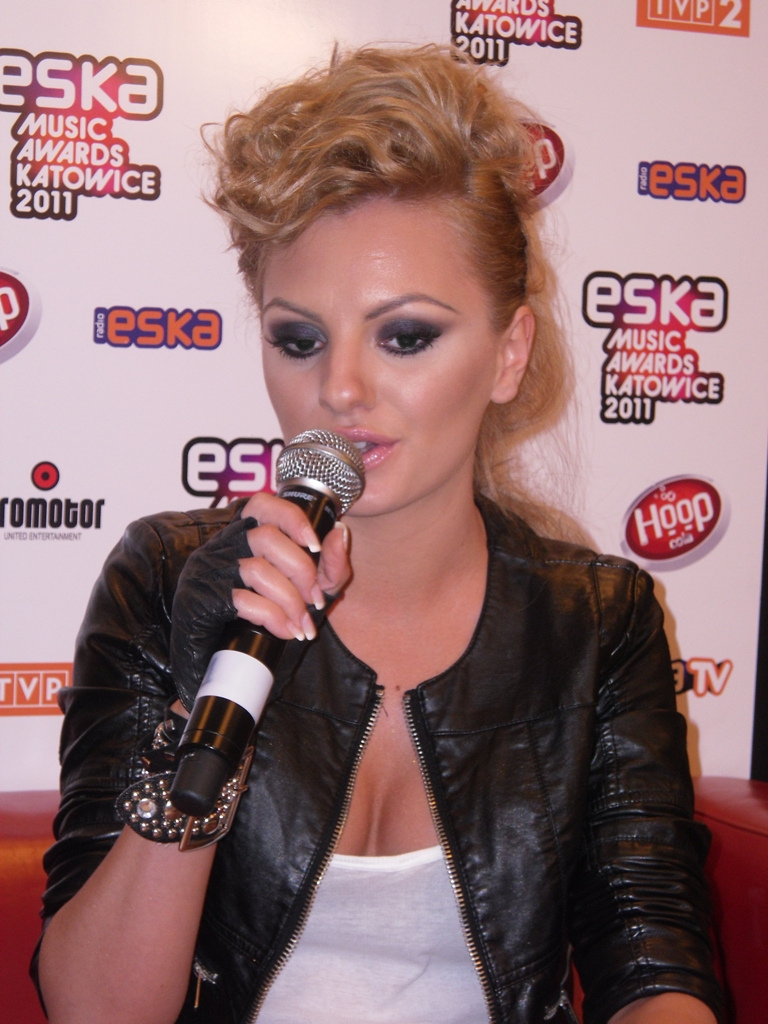
Alexandra Stan, chanteuse
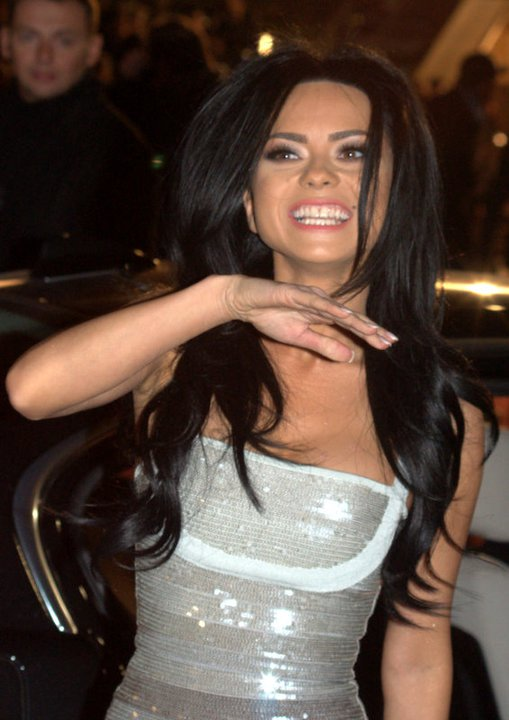
Inna (Elena Apostoleanu), chanteuse